# 那須塩原市

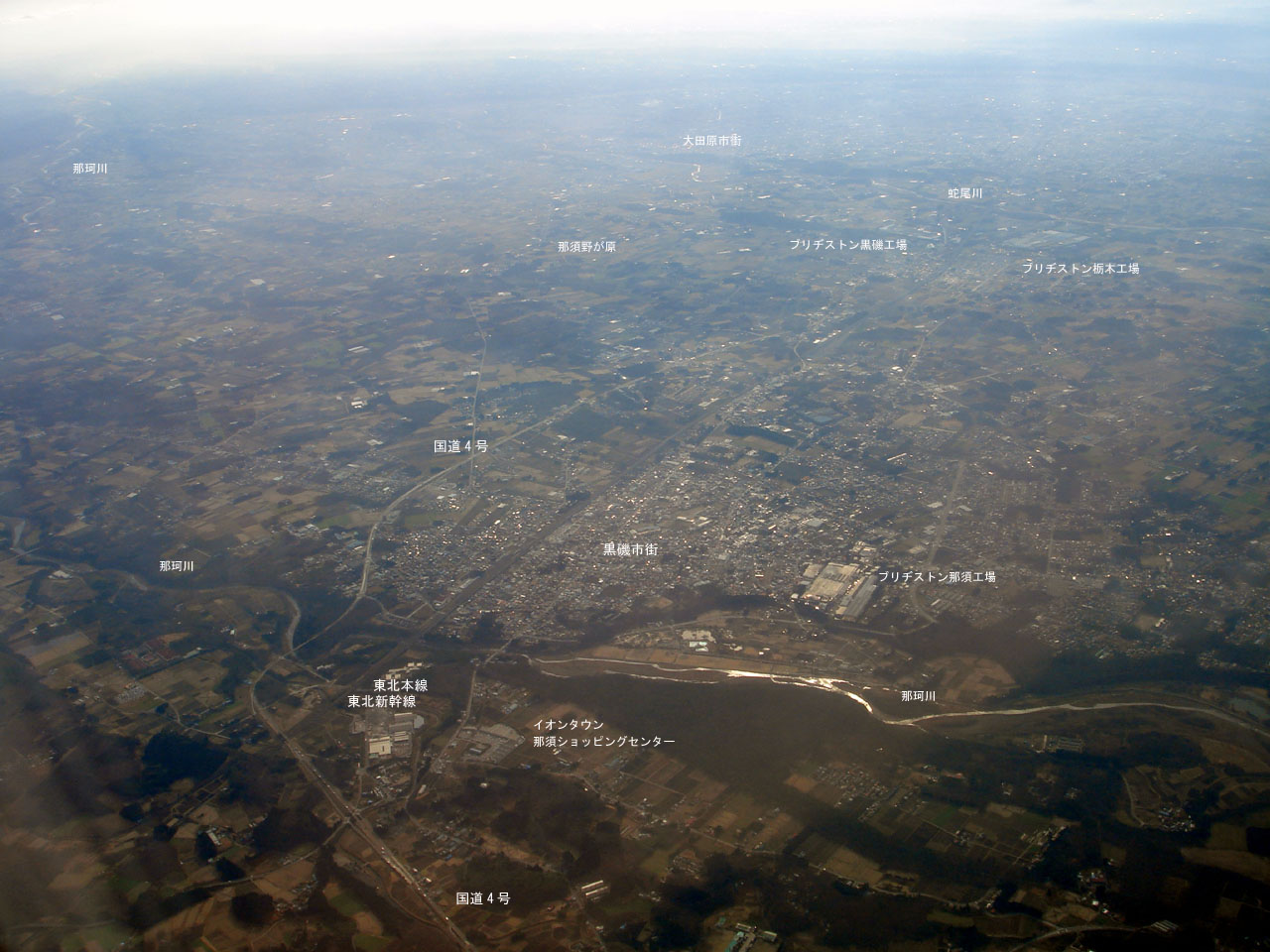
那須塩原市中心市街の黒磯市街と黒磯地区に立地するブリヂストン工場群。ブリヂストンテストコースの画像はこちら

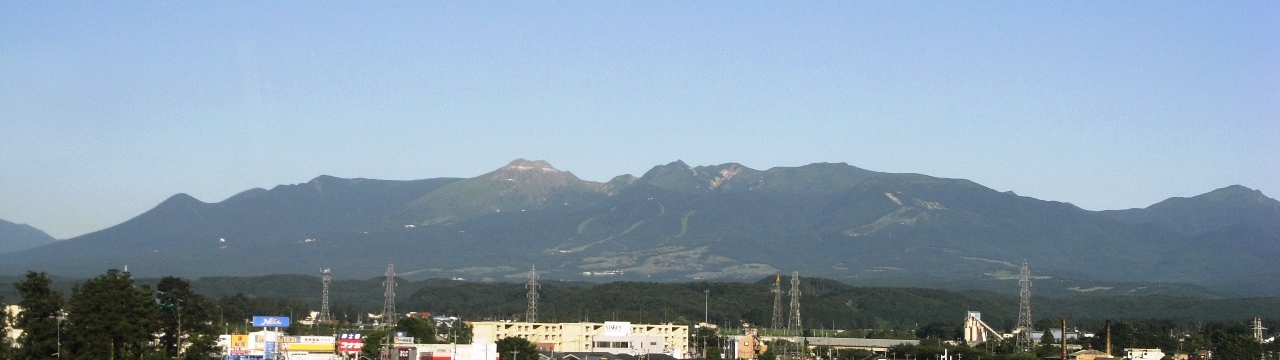
白河市側から見た那須岳と那須高原（2007/07）

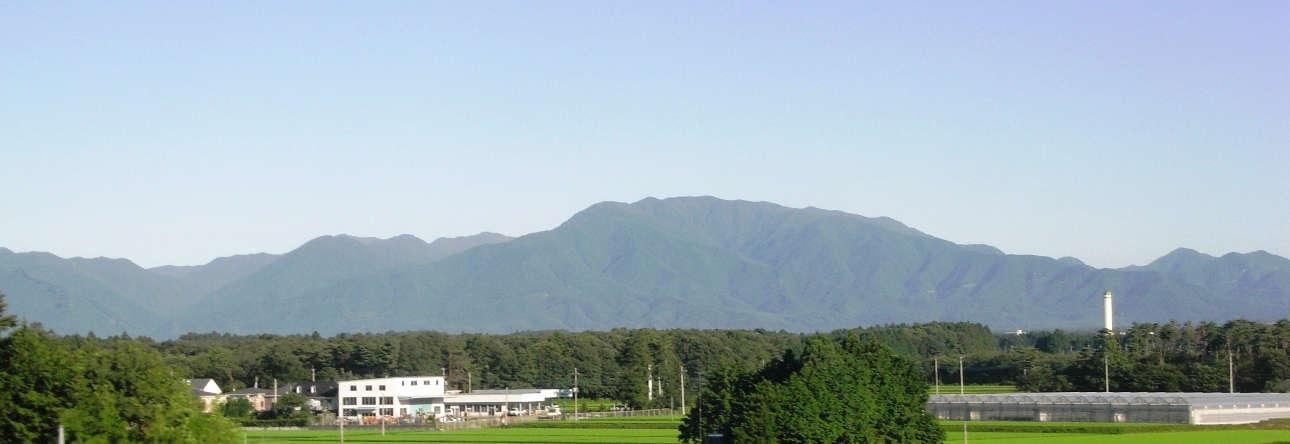
高原山と那須岳の間に位置する大佐飛山地

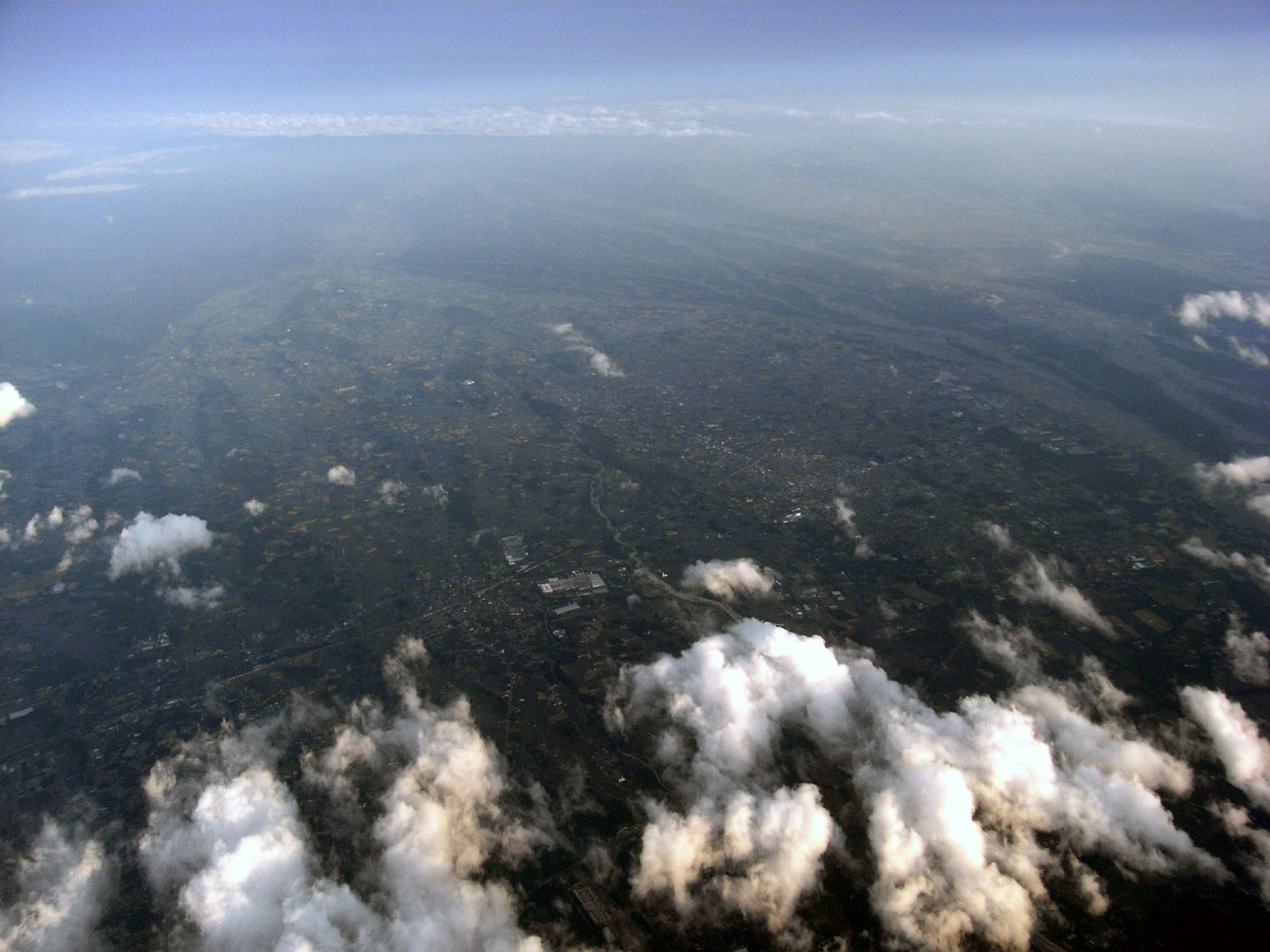
木の葉状の那須野が原扇状地の東北本線、国道4号より南側を望む。

那須塩原市（なすしおばらし）は、栃木県北部に位置する市。首都圏及び関東地方の最北部に位置し、那須塩原都市圏の中心都市である。
人口は約11万人で足利市に次いで県内第5位、面積は日光市に次いで県内第2位、市内総生産は宇都宮市・栃木市・小山市に次いで県内第4位である。

## 概要
本市は関東平野の北端の扇状地上に立地し江戸時代以前は「手にすくう水も無し」とうたわれた那須野が原が広がり不毛の台地であった。江戸時代には大田原藩による大田原用水（後の蟇沼用水）や、山口堀（後の旧木ノ俣用水）など、飲料水や灌漑に用いるための用水路が開削・拡張されたが、規模が小さく那須野が原台地を潤すほどにはいたらなかった。
しかし明治時代に入って、明治政府の殖産興業政策により、会津と東京の物資輸送を担う大運河構想を発端として那須疏水が整備されると那須野が原の開拓が急速に進展した。この名残として黒磯地区、西那須野地区、塩原地区には今でも那須野が原の地に入植したかあるいは農場を拝領した明治の宰相、要人の名を冠した地名が多く残る。
黒磯地区・西那須野地区の市街地は、明治以降すなわち1883年（明治16年）の日本鉄道（東北本線）の開業、1885年（明治18年）に那須疏水の開削により形成された比較的新しい市街地である。一方、塩原地区は、日本有数の温泉地として全国的に名が知れており、かつては塩原十一湯と呼ばれた1200年以上の歴史を持つ古い温泉郷であり、明治大正期の数々の文豪がこよなく愛した。

### 開拓と疏水の街
那須野ヶ原は那須岳、大佐飛山地、高原山より流れ出る複数の河川（那珂川、熊川、蛇尾川、箒川）によって国内最大級の複合扇状地が形成されている。その面積はおよそ4万haにのぼるが、大田原市以西那須連峰山麓部までの一帯の河水は、そのほとんどが伏流水として地下に潜る。そのため、井戸も湧出させるまでに数10m - 100m以上を掘削する必要がある。また北側の那珂川は水量こそ豊富であるものの深い谷底を流れ、南側の箒川もまた扇状地の最も低くなっている場所を流れているため、ここから田畑へと水を引くことができない。大田原藩や黒羽藩などの那須地域の諸藩が、城下の水を確保するために掘削した小規模な蟇沼用水や木ノ俣用水のように小規模な用水路が引かれることもあったものの、那須野が原では広範囲に砂礫層が堆積しているため、保水力が弱く水田や用水路から水が地中へと浸透してしまう。このため流域の住民は厳しい水供給を余儀なくされていた。実話として、那須野ヶ原より約4km離れている箒川まで水桶を抱えて水を確保しに往復していたという話もある。『手にすくう水もなし』と例えられるほど慢性的な水不足に悩まされた那須野の住民にとって安定した水供給は悲願であったが、蟇沼用水や木ノ俣用水などが細々と水脈を保っていた以外に水利はなく、明治に入るまで那須野ヶ原は原野のまま存置されてきた。
さらに、地面を耕せば大量に石が出るため、農作業には柄が短く頑丈に作られた特別な鍬を必要とした。
このように那須野が原は元々水資源に乏しく農地には適さない地域であり、江戸末期まではほとんど集落のない原野であった。
明治時代、那須野ヶ原の本格的な開拓が行われたが水供給の問題は尾を引いていた。初代栃木県令鍋島幹彼は、那須と東京を運河で結ぶ「大運河構想」を練っていた。この構想は壮大すぎ実現には至らなかったが、これにヒントを得た那須野ヶ原の灌漑整備構想がもたれるようになった。那須地方の実業家であった印南丈作と矢板武は、那珂川から用水を引き那須野ヶ原の灌漑用水に利用しようとする構想を打ち立てた。事業計画は容易に進まなかったが、栃木県令三島通庸の強力な後援もあって内務省による正式な事業となり1885年（明治18年）9月、住民の宿願である那須疏水事業が着手された。
那珂川上流の西岩崎地点に頭首工（西岩崎頭首工）を建設し、そこから農業用水を台地に送水するというものであったこの疏水は、安積疏水（福島県）を掘削した熟練の技術工員により工事が進められ、幹線水路約16.3kmが着工から僅か5か月という極めて早いペースで完成した。翌年からは支線水路約46.5kmが建設され、長年水不足に悩まされた那須野ヶ原に遂に安定した水供給が図られた。事業費は当時の予算で10万円であるが、この事業費は当時の内務省土木局の年間予算の10分の1にあたり、いかに巨大なプロジェクトであったかが分かる。1905年（明治38年）と1928年（昭和3年）にも拡張事業が行われ、総延長約332.9kmの水路網によって約4,000haの開墾が可能となった。
疏水の開通により、印南丈作と矢板武による那須開墾社や三島通庸の筆耕社をはじめとして、全国各地から開拓民を募集し、開墾事業を推進した。前述のように、地表を少し掘ると石ばかりの土地であり、冬は吹き下ろす寒風に苦しめられるため、開拓は困難を極めたという。
1967年（昭和42年）頃から1994年（平成6年）の間に行われた国営那須野が原開拓建設事業において近代化整備を施されると共に、統合によって相互利用が可能となった。
那須疏水は、安積疏水（福島県郡山市とその周辺地域）、琵琶湖疏水（滋賀県琵琶湖-京都市）と並ぶ日本三大疏水の一つと数えられる。那須野が原用水は2006年2月3日に疏水百選にも選ばれている。

### 栃木県北部地域の中心都市として
明治以前より扇状地の扇端部で水利の良い大田原市は奥州街道などが通り政治・交通の要衝であった。しかし、那須野が原の開拓後は、国道4号のほか、東北本線が3駅、東北自動車道のICが2箇所、東北新幹線が停車するなど主要交通網が当市域を縦貫し、工業団地が多数建設され、さらには首都機能移転候補地の一番手に挙がり、合併後においては、栃木県北部地域において最大の人口・面積・市内総生産を擁し、国勢調査においては大田原市や矢板市等県北部地域を包含する那須塩原都市圏が設定され、広域の道路標識においては大田原ではなく那須塩原が表示されるようになるなど、当市は交通・物流、経済・産業、人口・都市機能において県北地域の中心として扱われるようになってきている（なお、大田原市には引き続き県の出先機関や裁判所支部、検察庁支部、法務局支局など行政施設が所在するほか、天気予報の代表地点ともなっている）。

### 首都機能移転の第一候補地として
旧西那須野町域は、首都機能移転先の第一候補地であった。1999年（平成11年）12月20日、国会等移転審議会は、小渕恵三内閣総理大臣に対し、移転先候補地として「栃木・福島地域」「岐阜・愛知地域」、そして将来移転先候補地となる可能性がある地域として「三重・畿央地域」を選定する答申を行った。審議会では、移転先候補地の答申を行うにあたり、16の評価項目を設け点数付けを行い、さらに、各項目の重要度を加味した上で総合点を算出し、結果、栃木・福島地域（那須・阿武隈地域）が最高得点を獲得した。なお、西那須野町は、合併前は、県内の町としては最大の人口を擁していた。

### 市名
市の名称「那須塩原」は、合併当時において当市域内で新幹線の駅名として長年使用されており、全国的観光地で著名な「那須」と「塩原」を用いることで地理的にイメージしやすい事から選定された。なお、那須高原などの観光資源を抱える隣接の那須町が混同防止のため“那須”の名称を使わないよう求めていたが、協議会側は「那須の地名は那須町だけのものではない」とし、投票で決定した。また同時に市章を制定した。

## 地理

### 位置
東京から北に約150km、県都宇都宮から約50km、東京-仙台のほぼ中間（双方から新幹線で70分～80分程度）に位置し、関東平野の北端に位置する広大な那須野が原北西一帯を占めている。
西側に高原山、北側に大佐飛山地、那須岳に連なる山岳部があり、北東に那珂川、南西に箒川が南東方向に流れ、その中央には、南西から北東に東北新幹線と宇都宮線（東北本線）、東北自動車道、国道4号の幹線交通網が縦貫する。市内に東経140度、北緯37度のラインがある。
国土地理院地理情報によると那須塩原市の東西南北それぞれの端は以下の位置で、本市最北端は、栃木県はもとより、関東地方の最北端でもある。東西の長さは36.40km、南北の長さは35.30kmである。また、2010年国勢調査基準によると、人口の重心は上中野208番地付近にある。
|                                                                           | 北端 北緯37度09分18秒 東経139度57分10秒 / 北緯37.15500度 東経139.95278度 ↑    | 人口重心 北緯36度55分55.59秒 東経139度59分58.62秒 / 北緯36.9321083度 東経139.9996167度 |
| 西端 北緯36度57分05秒 東経139度43分59秒 / 北緯36.95139度 東経139.73306度← | 中心点 北緯36度59分45.5秒 東経139度56分14秒 / 北緯36.995972度 東経139.93722度 | 東端 →北緯36度58分58秒 東経140度08分29秒 / 北緯36.98278度 東経140.14139度              |
|                                                                           | ↓ 南端 北緯36度50分13秒 東経139度58分57秒 / 北緯36.83694度 東経139.98250度    |                                                                                        |

### 地域区分
大まかな地域区分は以下の通りである。
- （旧黒磯市域） - 黒磯地区、東那須野地区、高林地区、鍋掛地区
- （旧西那須野町域） - 西那須野地区、狩野地区
- （旧塩原町域） - 塩原地区、箒根地区

黒磯地区、東那須野地区、旧西那須野町域は、平野部に属するため、主に市街地、商業地、住宅地、工業団地となっているが、高林地区、旧塩原町域は山間部であり、観光名所が点在している。

### 市街
広域の合併により発足した市であるため、市街地が西那須野駅周辺、黒磯駅周辺のほか、大原間（那須塩原駅周辺）及び塩原古町地区等に分かれた多核分散都市となっている。
西那須野塩原インターチェンジや西那須野駅のある西那須野地区は、塩原温泉、大田原市への玄関口となっており、那須塩原駅や黒磯板室インターチェンジのあり東那須野地区、日本有数のリゾート地那須高原への玄関口となっている黒磯地区とともに県北地域の交通の要衝となっている。
黒磯駅と西那須野駅周辺には古くからの中心的市街地が形成され、西那須野駅と黒磯駅の中間にある那須塩原駅周辺は新幹線の開業以来に西側に新市街地が形成されつつあり、将来的に新市役所の建設が計画されている。

### 住居表示
黒磯地区及び西那須野地区の一部地域が住居表示地区となっている。

### 気候
市内の気候は、平野部と山間部で大きく異なる。
標高200-250mの西那須野、黒磯地区等の平野部は、内陸性気候に属し、東京より若干気温が低い程度であり、夏は非常に蒸し暑く、雷雲、雷も発生し、冬は山から吹きおろす空っ風（北風）が強く非常に寒いが、降雪は年に1～3度程度である。
一方、塩原地区ほか山間部（高原部）は、夏はやや涼しく、冬は積雪する。
| 黒磯（1991年 - 2020年）の気候                                 | 黒磯（1991年 - 2020年）の気候 | 黒磯（1991年 - 2020年）の気候 | 黒磯（1991年 - 2020年）の気候 | 黒磯（1991年 - 2020年）の気候 | 黒磯（1991年 - 2020年）の気候 | 黒磯（1991年 - 2020年）の気候 | 黒磯（1991年 - 2020年）の気候 | 黒磯（1991年 - 2020年）の気候 | 黒磯（1991年 - 2020年）の気候 | 黒磯（1991年 - 2020年）の気候 | 黒磯（1991年 - 2020年）の気候 | 黒磯（1991年 - 2020年）の気候 | 黒磯（1991年 - 2020年）の気候 |
| 月                                                            | 1月                           | 2月                           | 3月                           | 4月                           | 5月                           | 6月                           | 7月                           | 8月                           | 9月                           | 10月                          | 11月                          | 12月                          | 年                            |
| ------------------------------------------------------------- | ----------------------------- | ----------------------------- | ----------------------------- | ----------------------------- | ----------------------------- | ----------------------------- | ----------------------------- | ----------------------------- | ----------------------------- | ----------------------------- | ----------------------------- | ----------------------------- | ----------------------------- |
| 最高気温記録 °C （°F）                                        | 15.3 (59.5)                   | 20.6 (69.1)                   | 22.9 (73.2)                   | 28.4 (83.1)                   | 31.8 (89.2)                   | 34.6 (94.3)                   | 35.4 (95.7)                   | 35.3 (95.5)                   | 33.1 (91.6)                   | 28.8 (83.8)                   | 23.1 (73.6)                   | 22.0 (71.6)                   | 35.4 (95.7)                   |
| 平均最高気温 °C （°F）                                        | 5.6 (42.1)                    | 6.6 (43.9)                    | 10.4 (50.7)                   | 16.1 (61)                     | 21.0 (69.8)                   | 23.9 (75)                     | 27.3 (81.1)                   | 28.6 (83.5)                   | 24.8 (76.6)                   | 19.3 (66.7)                   | 13.8 (56.8)                   | 8.3 (46.9)                    | 17.1 (62.8)                   |
| 日平均気温 °C （°F）                                          | 0.9 (33.6)                    | 1.5 (34.7)                    | 4.9 (40.8)                    | 10.2 (50.4)                   | 15.5 (59.9)                   | 19.1 (66.4)                   | 22.8 (73)                     | 23.8 (74.8)                   | 20.1 (68.2)                   | 14.5 (58.1)                   | 8.5 (47.3)                    | 3.3 (37.9)                    | 12.1 (53.8)                   |
| 平均最低気温 °C （°F）                                        | −3.9 (25)                     | −3.4 (25.9)                   | −0.6 (30.9)                   | 4.2 (39.6)                    | 9.8 (49.6)                    | 14.8 (58.6)                   | 19.2 (66.6)                   | 20.1 (68.2)                   | 16.2 (61.2)                   | 9.8 (49.6)                    | 3.1 (37.6)                    | −1.8 (28.8)                   | 7.3 (45.1)                    |
| 最低気温記録 °C （°F）                                        | −13.7 (7.3)                   | −12.2 (10)                    | −11.1 (12)                    | −6.1 (21)                     | −0.2 (31.6)                   | 5.8 (42.4)                    | 9.3 (48.7)                    | 11.1 (52)                     | 6.6 (43.9)                    | −1.6 (29.1)                   | −6.0 (21.2)                   | −11.0 (12.2)                  | −13.7 (7.3)                   |
| 降水量 mm （inch）                                            | 32.9 (1.295)                  | 32.4 (1.276)                  | 81.0 (3.189)                  | 111.0 (4.37)                  | 143.3 (5.642)                 | 175.1 (6.894)                 | 254.5 (10.02)                 | 234.0 (9.213)                 | 230.3 (9.067)                 | 158.3 (6.232)                 | 73.9 (2.909)                  | 41.3 (1.626)                  | 1,552.5 (61.122)              |
| 平均月間日照時間                                              | 169.8                         | 166.8                         | 190.8                         | 189.6                         | 177.1                         | 122.4                         | 114.5                         | 134.2                         | 115.7                         | 134.7                         | 150.1                         | 157.4                         | 1,822.1                       |
| 出典1：理科年表                                               |                               |                               |                               |                               |                               |                               |                               |                               |                               |                               |                               |                               |                               |
| 出典2：気象庁（平均値：1991年 - 2020年、極値：1977年 - 現在） |                               |                               |                               |                               |                               |                               |                               |                               |                               |                               |                               |                               |                               |

### 地形
市域の半分を占める那須野ヶ原は那須岳、大佐飛山地、高原山より流れ出る複数の河川（那珂川、熊川、蛇尾川、箒川）によって国内最大級の複合複合扇状地が形成され、緩やかな傾斜の平地が広がっている。その面積はおよそ4万haにのぼるが、大田原市以西那須連峰山麓部までの一帯の河水は、そのほとんどが伏流水として地下に潜る。
一方、北西部の山岳部は市域の概ね半分を占め、塩原温泉郷や板室温泉、三斗小屋温泉（同市の飛地）等の豊富な温泉がある。
面積は2016年（平成28年）4月1日現在、全国市町村別で153位、県内では日光市(1,449.83km2)に次いで第2位。
- 山：那須岳、日留賀岳
- 河川：那珂川、箒川、蛇尾川、熊川
- 湖沼：深山湖（人造湖）

### 地質
地表から30 - 50cmより下は砂礫層となっており、どこでも少し地面を掘るだけで大量の石が出る。

### 隣接している自治体
- 栃木県
  - 大田原市
  - 矢板市
  - 日光市
  - 那須郡：那須町
  - 塩谷郡：塩谷町
- 福島県
  - 南会津郡：南会津町、下郷町
  - 西白河郡：西郷村

### 地域間交流
大田原市・宇都宮市・東京方面への往来が盛んである。

## 歴史

### 縄文時代
- 縄文時代中期〜後期 槻沢に集落が形成される（槻沢遺跡）。同遺跡出土の深鉢形土器30箇は国の重要文化財に指定。[7]

### 平安時代
- 806年（大同元年） - 塩原元湯で温泉が発見されたと伝えられる
- 1059年（康平2年） - 那須三郎宗重、板室（塩沢）温泉を発見
- 1156年（保元元年） - 塩原八郎家忠が塩原・三依・横川を領し、八郎館を築
- 1184年（康平元年） - 平貞能、宇都宮朝綱を頼って、塩原に草庵を結ぶ
- 1185年（康平2年） - 黒館五郎、磯勝光らが黒磯を開いたと伝えられる

### 鎌倉時代
- 1193年（建久4年） - 源頼朝が那須野ケ原一帯で大規模な巻狩りを行う
- 1314年（正和3年） - 妙雲寺が開山される

### 室町時代
- 1394年～ （応永年間） - 茶臼岳で大規模な爆発が発生。その後噴火が頻発し黒磯にも降灰したと伝えられている。
- 1476年（文明8年） - 小山伊勢守が塩原を領有する。

### 江戸時代
- 1624年～ （寛永年間） - 宇都宮藩主奥平忠昌、古町温泉に入湯する。
- 1627年（寛永4年） - 奥州街道が整備される（このころ鍋掛宿が誕生）。
- 1645年（正保2年） - 原街道（氏家～白河）ができる。
- 1646年（正保3年） - 越堀宿が誕生。
- 1658年（万治元年） - 新田開発のための長島堀開削。
- 1659年（万治2年） - 元湯温泉が地震のため大被害を受ける。
- このころ、岩崎掘り開削。
- 1695年（元禄8年） - 会津中街道が開通する（高林、百村、板室、三斗小屋などが宿となる）。
- 1713年（正徳3年） - 下塩原村（福渡、塩釜、塩の湯、畑下、門前、古町）誕生。
- 1765年（明和2年） - 穴沢用水（旧木ノ俣用水の前身）開かれる。
- 1771年（明和8年） - 蟇沼用水が石林から大田原まで延長される。
- 1783年（天明3年） - 那須地方を大飢饉が襲う（天明の大飢饉）。
- 1781年～（天明年間） - 蟇沼用水取入口拡張、大田原城下へ至る新堀開削。
- 1810年（文化7年） - 山口堀開削。
- 1830年（天保元年） - 大田原宿の商人若林善兵衛が南郷屋あたりを開墾。
- 1842年（天保12年） - このころ米沢藩士加勢友助らが加治屋あたりを開墾。
- 1846年（弘化3年） - 茶臼岳噴火、この時の噴火以来噴気活動を持続する。

### 明治時代
- 1868年（慶応4年・明治元年） - 戊辰戦争（板室、塩野崎、三斗小屋で戦いが起きる）。石林の民家が焼かれる。塩原温泉に旧幕府軍が駐屯し、全村149戸が会津藩に焼かれる。
- 1873年（明治6年） - 日新館（鍋掛小前身）、又新学舎（穴沢小前身）、道明学舎（寺子小前身）、開生校舎（塩原小前身）、金沢学校（金沢小前身）開校
- 1874年（明治7年） - 草風学舎（大原間小前身）、明道学舎（高林小前身）、教明学舎（波立小前身）、関谷学校（関谷小前身）、高貫学校（大貫小前身）、横接学舎（横林小前身）、開進学舎（上塩原小前身）開校
- 1875年（明治8年） - 化成学舎（黒磯小前身）、修身学舎（鴫内小前身）、育才学舎（槻沢小前身）開校
- 1878年（明治11年） - 千本松に観象台設置
- 1879年（明治12年） - 烏が森丘上に内務卿伊藤博文・松方正義を迎え、印南丈作・矢板武が水路の計画を説明
- 1880年（明治13年） 山形県令三島通庸ら、肇耕社を開設、印南丈作・矢板武ら那須開墾社を開設
- 1881年〜1887年 （明治14年～20年） 漸進社・那須東原開墾社・青木農場・佐野開墾・共墾社・毛利農場・戸田農場などの農場が開設される
- 1881年（明治14年） 大山巌・西郷従道、加治屋開墾場を開設、 郡司忠平ら、郡司開墾を開設、 板室小学校開校、那須岳爆発
- 1882年（明治15年） 肇耕社の一部に三島村誕生、 那須原飲用水路（細竹～千本松）が完成
- 1884年（明治17年） 新陸羽街道（国道4号）開通、 栃木県令三島通庸が塩原新道（塩原街道）を開通させる、晩翠橋仮橋落成。
- 1885年（明治18年） - 日本三大疏水の一つ那須疏水通水
- 1885年（明治18年） - 那須開墾社・加治屋開墾場の区域に那須野村（のち西那須野村）が起立。
- 1886年（明治19年） - 宇都宮～黒磯間の鉄道開通〔黒磯、那須（西那須野）駅開業〕、塩原への人力車運行。
- 1888年（明治21年） - 大蔵大臣松方正義、農場〔後の千本松（松方）農場〕経営を始める。外務次官青木周蔵、別邸建築。 奥蘭田が塩原温泉へ来る
- 1891年（明治24年）5月1日 - 那須駅が西那須野駅に改称される。
- 1892年（明治25年） - 烏森簡易小学校が西那須野尋常小学校西校（西小学校）となる。乃木希典、石林に別荘建築。
- 1893年（明治26年） - 西那須野尋常小学東校（東小学校）開校。 新木ノ俣用水開通。
- 1894年（明治27年） - 晩翠橋落成。
- 1895年（明治28年） - 国木田独歩が佐々木信子と古町の上会津屋に宿泊。
- 1896年（明治29年） - 長塚節塩の湯玉屋に2ヶ月滞在。
- 1898年（明治31年） - 東那須野駅（現・那須塩原駅）開業。
- 1899年（明治32年）6月 - 尾崎紅葉が畑下の清琴楼に宿泊。
- 1902年（明治35年） - 皇太子行啓。狩野第二尋常小学校（三島小学校）開校。元帥陸軍大将陸軍参謀総長大山巌、別邸建築。 関谷宿大火。
- 1903年（明治36年） - 西那須野尋常小学南校（南小学校）開校。 松方正義、別邸建築。三島通庸の別邸を献上を受けて塩原御用邸を造営。
- 1904年（明治37年） 青木周蔵が私立青木尋常小学校（現・市立青木小学校）開校。
- 1908年（明治41年）
  - 3月21日 - 森田草平と平塚雷鳥が尾頭峠で心中未遂事件を起こす。
  - 西那須野～大田原間に那須人車軌道開通、斉藤茂吉塩原に滞在。
- 1911年（明治44年） 中塩原（現塩原中）に日本酢酸製造会社塩原木工乾溜工場が操業開始

### 大正時代
- 1912年（明治45年・大正元年） 塩原水力電気株式会社が電灯の供給を開始。東那須野村から黒磯町が分立。 関谷～西那須野間に塩原軌道が開通。8月に夏目漱石が塩原に滞在。
- 1914年（大正3年） 黒磯～那須間に乗合自動車が運行開始。
- 1918年（大正7年） 西那須野～黒羽間に東野鉄道が開通。 黒磯興業株式会社（銀行）開業。
- 1922年（大正11年） 塩原軌道、電車に改め西那須野から塩原口まで開通（昭和10年廃止）。
- 1925年（大正14年） 黒磯町立実践女子校（黒磯高等学校の前身）開校。

### 昭和時代
- 1929年（昭和4年）- 八郎が原スキー場開設
- 1931年（昭和6年）- 黒磯駅前大火で百四十戸焼失。
- 1934年（昭和9年）12月4日 - 塩原地内が日光国立公園に指定。
- 1939年（昭和14年） - 傷痍軍人塩原温泉療養所（現国立塩原温泉病院）が開設される
- 1942年（昭和17年） - 埼玉飛行場開設。
- 1944年（昭和19年）- 東京の国民学校児童が集団疎開。
- 1945年（昭和20年）- 県立那須農学校（のち那須農業高等学校、現那須拓陽高等学校）開校。
- 1947年（昭和22年）- 六・三制発足、黒磯中学校、東和中学校（現東那須野中学校）、高林中学校、鍋掛中学校、西那須野中学校、三島中学校、箒根中学校、上塩原中学校開校。
- 1947年（昭和23年）- 昭和天皇、香淳皇后が市内に行幸啓。塩原光明寮などを訪問。三島小学校校庭には那須郡民奉迎場が設営された[8]。
- 1949年（昭和24年）2月5日 - 福渡大火により81戸焼失。
- 1950年（昭和25年）- 塩原町、日光国立公園に編入。
- 1951年（昭和26年）- 戸田小学校開校。塩原町観光協会設立。
- 1953年（昭和28年）- 塩原町役場庁舎新築
- 1957年（昭和32年） - 黒磯電報電話局開局。 那須疏水土地改良区事務所完成、那須疏水記念碑を建立。塩原町営水道完成。
  - 5月 門前大火65戸焼失・塩原町役場庁舎焼失
- 1959年（昭和34年） - 宝積寺駅～黒磯駅間電化
- 1961年（昭和36年） - 県立那須工業高等学校（現那須清峰高等学校）開校、鶏頂スキー場開業。
- 1962年（昭和37年） - ブリヂストンタイヤ那須工場操業開始
- 1963年（昭和38年） - 横綱柏戸が療養のため5月15日から7月18日まで塩原温泉滞在
- 1964年（昭和39年） - 国道4号西那須野バイパス開通。塩原光明寮が国立塩原視力障害センターとなる。埼玉小学校開校。 黒磯町・那須町共同火葬場設置
- 1965年（昭和40年） - 塩原バレーライン舗装完成
- 1967年（昭和42年） - 那須野原開拓建設事業所開設・国営那須野原総合農地開発事業着手。 西那須野町に学校給食センター開設
- 1968年（昭和43年） - 黒磯町に学校給食センター開設。 東野鉄道廃止。 八汐橋完成
- 1970年（昭和45年） - 11月1日に黒磯町が市制施行、黒磯市となる。 塩原町民プール開設
- 1971年（昭和46年） - 板室温泉が国民保養温泉地に指定される。稲村小学校開校
- 1972年（昭和47年） - 日塩もみじラインが開通。 豊浦小学校開校
- 1973年（昭和48年） - 深山ダム、沼原発電所が完成
- 1974年（昭和49年） - 東北縦貫自動車道の矢板～白河間が開通し千本松に西那須野塩原インターチェンジが開設
- 1975年（昭和50年） - 第一回塩原温泉ぼたん祭開催
- 1976年（昭和51年） - 国道4号線黒磯バイパスが開通。 黒磯南高等学校開校
- 1977年（昭和52年） - 西那須野町郷土資料館開館。 塩原ダム完成。 日新中学校、大山小学校開校
- 1978年（昭和53年） - 回顧橋、回顧トンネル開通。 共英小学校開校。 県立那須養護学校開校
- 1979年（昭和54年） - 黒磯市市民健康センター完成。 西那須野町図書館開館。 塩原幼稚園開園。 尾崎紅葉文学碑建立
- 1980年（昭和55年） - 公共下水道水処理センター完成。 黒磯高等学校野球部が甲子園出場。 西那須野町開拓百年記念祭開催。 栃の葉国体開催、軟式テニス（黒磯市）、男子ボクシング（西那須野町）、自転車ロードレース通過（塩原町）の会場となる
- 1980年（昭和55年）4月1日 - 厚崎中学校開校
- 1981年（昭和56年） - 西那須野町清掃センター完成。 県道黒羽・西那須野線と県道藤原・西那須野線が国道400号となる
- 1982年（昭和57年） - 黒磯市文化会館落成。 東北新幹線開通、那須塩原駅（旧東那須野駅）が開業。
- 1983年（昭和58年） - 天皇の間記念公園完成。 黒磯市役所（那須塩原市役所）新築移転。鶏頂山見晴らしスキー場開業。
- 1984年（昭和59年） - 東原小学校開校
- 1986年（昭和61年） - 西那須野町町民ホール（現三島ホール）完成。 黒磯北中学校開校
- 1987年（昭和62年）
  - 黒磯市図書館開館。
  - 7月1日 - 塩原温泉家族旅行村・箱の森プレイパーク開村。
  - 12月16日 - ハンターマウンテン塩原開業。
- 1988年（昭和63年） 那須野が原公園開園。
  - 7月22日 - 青葉通り開通。
  - 10月19日 - 尾頭トンネルが開通する。

### 平成時代
- 1990年（平成2年） - 黒磯市と那珂湊市（現ひたちなか市）が姉妹都市締結。ぽっぽ通り全線開通。西那須野町庁舎新築
- 1991年（平成3年） - 見晴らしスキー場がエーデルワイススキー場に改称。
- 1992年（平成4年） - ふれあい橋完成。 戸田調整池完成
- 1993年（平成5年） - 西那須野町郷土資料館の本館焼失
- 1994年（平成6年） - 那須野巻狩八百年祭開催。 那須高原大橋開通。 大田原市と西那須野町により全国初の自治体共同文化会館として那須野が原ハーモニーホールが落成・開館。
  - 5月20日 塩原ビジターセンター開所
  - 7月6日 B＆G海洋センター（現塩原B＆G海洋センター）開館。
  - 8月1日 ハロープラザ塩原（現ハロープラザ）開館。
- 1995年（平成7年） - いきいきふれあいセンター開館。 青葉通り（古町～中塩原）全線開通。 塩原発電所運転開始。からくり時計開設
- 1996年（平成8年） - 西那須野町と富山県滑川市と姉妹都市締結。アグリパル塩原オープン。
- 1997年（平成9年） - あすなろ創作館開館。 那須野が原公園にサンサンタワー完成。にしなすの運動公園体育館完成。 遊湯センターオープン
- 1998年（平成10年） - 道の駅「明治の森・黒磯」オープン。日新の館開館。 健康長寿センター開館。 総合保健福祉センター「ゆっくりセンター」開設。8月末豪雨災害が発生。 健康長寿センター完成
- 1999年（平成11年） - 那須大学開学。天皇・皇后災害被災状況視察。もみじ谷大吊橋完成。 華の湯オープン
- 1999年(平成11年)12月20日 ― 国会等移転審議会は、小渕恵三内閣総理大臣に対し、首都機能移転先候補地として「栃木・福島地域」「岐阜・愛知地域」、そして将来移転先候補地となる可能性がある地域として「三重・畿央地域」を選定する答申を行った。審議会では、移転先候補地の答申を行うにあたり、16の評価項目を設け点数付けを行い、さらに、各項目の重要度を加味した上で総合点を算出し、結果、栃木・福島地域（那須・阿武隈地域）が最高得点を獲得した。

- 2000年（平成12年） - 西那須野町と埼玉県新座市が姉妹都市締結。 創作オペラ「那須野巻狩り」上演。 創作劇「那須野の大地」初演
- 2001年（平成13年） - 七ツ岩吊橋完成。
- 2003年（平成15年） - 黒磯市・西那須野町・塩原町合併協議会設置。 塩原もの語り館開館、紅の吊橋完成
- 2004年（平成16年） - 常陸宮塩原行啓。那須野が原博物館、げんき広場完成。 合併協定書調印式。 山ゆりの吊橋完成
- 2005年（平成17年）1月1日 - 合併により那須塩原市が発足。那須塩原市合併記念式典挙行。 田舎ランド鴫内完成。
- 2006年（平成18年） - 那須塩原市合併1周年記念式典挙行。 茨城県ひたちなか市、富山県滑川市と姉妹都市締結。 塩原堆肥センター、塩原温泉湯っ歩の里完成。 塩原温泉開湯1200年記念祭開催。
- 2007年（平成19年） - 塩原庁舎新築移転。 地域バス「ゆ～バス」運行開始。
- 2008年（平成20年） - 那須塩原市シルバー人材センター西那須野事業所開所。 那須ガーデンアウトレットオープン。宿泊体験館メープル開所。西那須野学校給食共同調理場完成
- 2009年（平成21年） - 国道400号大西バイパス開通。 黒磯板室インターチェンジ開通。 那須塩原クリーンセンター竣工。そすいスクエアAQUASオープン。
- 2010年（平成22年） - 那須塩原市合併5周年式典。 都市計画道路3・4・2中央通り供用開始。 那珂川河畔公園リニューアルオープン。
- 2011年（平成23年） - 東日本大震災発生。 国道400号がま石トンネル、同中塩原バイパス開通。 青木サッカー場オープン。市道金沢高阿津線開通。 国道400号上赤田交差点開通。
- 2012年（平成24年） - 東北新幹線開通・那須塩原駅開駅30周年。白河市と災害時における相互応援に関する協定を締結。都市計画道路3・4・1号本郷通り開通。
- 2013年（平成25年） - 木の俣園地に巨岩吊橋と交流広場がオープン。中国人観光客の誘客のため上海に観光拠点を開設。 「予約ワゴンバス」の運行開始。 那須地域定住自立圏の中心市を宣言

### 令和時代
- 2020年（令和2年） - この年、新型コロナウィルス感染症の拡大により長期間にわたる休校などが発生[9]。那須野ふるさと花火大会などのイベントも中止となった[10]。

### 旧市町の沿革
- 1889年（明治22年）4月1日 - 町村制施行により那須郡に狩野村、高林村、鍋掛村、西那須野村、東那須野村、塩谷郡に塩原村、箒根村が発足。
- 1912年（明治45年）4月1日 - 東那須野村から黒磯町が分立。
- 1919年（大正8年） 塩原村が町制施行により塩原町となる。
- 1932年（昭和7年）4月1日 - 西那須野村が町制施行、西那須野町となる。
  - 1953年（昭和28年）4月1日 - 西那須野町大字加治屋を大田原市へ編入。
- 1955年（昭和30年）
  - 1月1日 - 黒磯町、高林村、鍋掛村、東那須野村が合併し、改めて黒磯町が発足。
  - 2月11日 - 西那須野町と狩野村が合併、改めて西那須野町が発足。
- 1956年（昭和31年）9月1日 - 塩原町と箒根村が合併し、改めて塩原町が発足。
- 1970年（昭和45年） 11月1日 - 黒磯町が市制施行、黒磯市となる。
- 1982年（昭和57年） -  塩原町が塩谷郡から那須郡へ編入。
- 2005年（平成17年）1月1日 - 黒磯市、那須郡西那須野町、塩原町の新設合併により那須塩原市が発足。

## 人口
- 総人口
  - 法定人口：人（2015年国勢調査）
  - 推計人口：116,731人（2016年10月1日現在）
  - 登録人口：118,351人（年月日現在）
- 世帯数: 46,024世帯（2016年10月1日現在）
- 人口密度：196.79人/km2（推計人口、2016年10月1日現在）
- 平均年齢：43.7歳（年国勢調査）
- 生活保護受給者数：人（年月日現在）
- 人口集中地区人口：3万1654人
- 人口集中地区の人口が総人口に占める割合：27.11%
- 総面積：592.74km2
- 人口集中地区の面積：8.37km2
- 人口集中地区の面積が総面積に占める割合：1.41%
- 人口集中地区の人口密度：3809.25人/km2
- 可住地面積：km2
- 可住地面積において人口集中地区が占める割合：%

### 地区・地域別人口・面積
| 地域名       | 総数 （人） | 男 （人） | 女 （人） | 世帯数 （人） | 平均世帯 人員（人） | 平均年齢 （歳） | 面積 （km2） | 人口密度 （人/km2） |
| ------------ | ----------- | --------- | --------- | ------------- | ------------------- | --------------- | ------------ | ------------------- |
| 黒磯地区     | 36,881      | 18,149    | 18,732    | 15,045        |                     |                 |              |                     |
| 東那須野地区 | 11,776      | 5,872     | 5,904     | 4,502         |                     |                 |              |                     |
| 高林地区     | 6,097       | 3,094     | 3,003     | 2,261         |                     |                 |              |                     |
| 鍋掛地区     | 7,141       | 3,536     | 3,605     | 2,615         |                     |                 |              |                     |
| 西那須野地区 | 25,946      | 12,891    | 13,055    | 10,303        |                     |                 |              |                     |
| 狩野地区     | 22,873      | 11,475    | 11,398    | 9,419         |                     |                 |              |                     |
| 塩原地区     | 2,243       | 1,077     | 1,166     | 1,062         |                     |                 |              |                     |
| 箒根地区     | 5,394       | 2,675     | 2,719     | 2,008         |                     |                 |              |                     |
| 総数         | 118,351     | 58,769    | 59,582    | 47,215        |                     |                 |              |                     |

- 出典：那須塩原市統計書（平成27年版）／02 人口

県内人口は第5位。

### 人口動態
栃木県全体や他の地方都市が人口減少問題に直面する中、工業団地の増加や、大宮・東京方面への新幹線通勤・通学（いわゆるリゾート通勤・通学）者の増加のため、那須塩原市の人口は年々増加している。
2005年国勢調査以降、本市を中心都市として、大田原市（副中心都市）・矢板市・那須町によって構成される都市圏が設定された。
規模としては、150都市圏中75位の小都市雇用圏である。
本市は宇都宮都市圏にも属する。
| |                                            |  |
| 那須塩原市と全国の年齢別人口分布（2005年） | 那須塩原市の年齢・男女別人口分布（2005年） |  |
| ■紫色 ― 那須塩原市 ■緑色 ― 日本全国 | ■青色 ― 男性 ■赤色 ― 女性                  |  |
| 那須塩原市（に相当する地域）の人口の推移 \| 1970年（昭和45年） \| 69,009人 \| \| \| 1975年（昭和50年） \| 77,121人 \| \| \| 1980年（昭和55年） \| 85,436人 \| \| \| 1985年（昭和60年） \| 91,376人 \| \| \| 1990年（平成2年） \| 97,771人 \| \| \| 1995年（平成7年） \| 105,127人 \| \| \| 2000年（平成12年） \| 110,828人 \| \| \| 2005年（平成17年） \| 115,032人 \| \| \| 2010年（平成22年） \| 117,812人 \| \| \| 2015年（平成27年） \| 117,146人 \| \| \| 2020年（令和2年） \| 115,210人 \| \| |                                            |  |
| 総務省統計局 国勢調査より |                                            |  |
| 1970年（昭和45年） | 69,009人                                   |  |
| 1975年（昭和50年） | 77,121人                                   |  |
| 1980年（昭和55年） | 85,436人                                   |  |
| 1985年（昭和60年） | 91,376人                                   |  |
| 1990年（平成2年） | 97,771人                                   |  |
| 1995年（平成7年） | 105,127人                                  |  |
| 2000年（平成12年） | 110,828人                                  |  |
| 2005年（平成17年） | 115,032人                                  |  |
| 2010年（平成22年） | 117,812人                                  |  |
| 2015年（平成27年） | 117,146人                                  |  |
| 2020年（令和2年） | 115,210人                                  |  |

## 行政

### 歴代市長

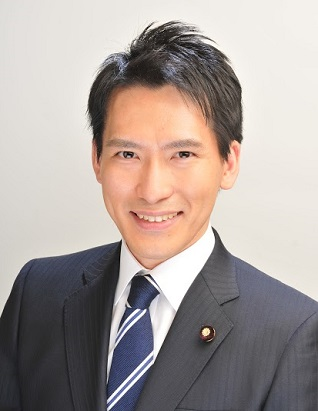
現市長の渡辺美知太郎

| 代 | 氏名         | 就任                      | 退任                      | 出身校                   | 職歴             | 備考                                                     |
| -- | ------------ | ------------------------- | ------------------------- | ------------------------ | ---------------- | -------------------------------------------------------- |
| -  | 平山喜助     | 2005年（平成17年）1月1日  | 2005年（平成17年）2月14日 |                          |                  | 旧塩原町長。新市発足から市長選挙までの間の市長職務執行者 |
| 1  | 栗川仁       | 2005年（平成17年）2月14日 | 2011年（平成23年）12月4日 | 栃木県立那須農業高等学校 | 農業             | 在任中死去、合併前の黒磯市長                             |
| 2  | 阿久津憲二   | 2012年（平成24年）1月23日 | 2016年（平成28年）1月21日 | 栃木県立黒磯高等学校     | 栃木県議会議長   |                                                          |
| 3  | 君島寛       | 2016年（平成28年）1月22日 | 2019年（平成31年）3月9日  | 日本大学法学部           | 那須塩原市副市長 | 在任中死去                                               |
| 4  | 渡辺美知太郎 | 2019年（平成31年）4月22日 | 現職                      | 慶應義塾大学文学部       | 参議院議員       |                                                          |

### 市役所・支所・出張所

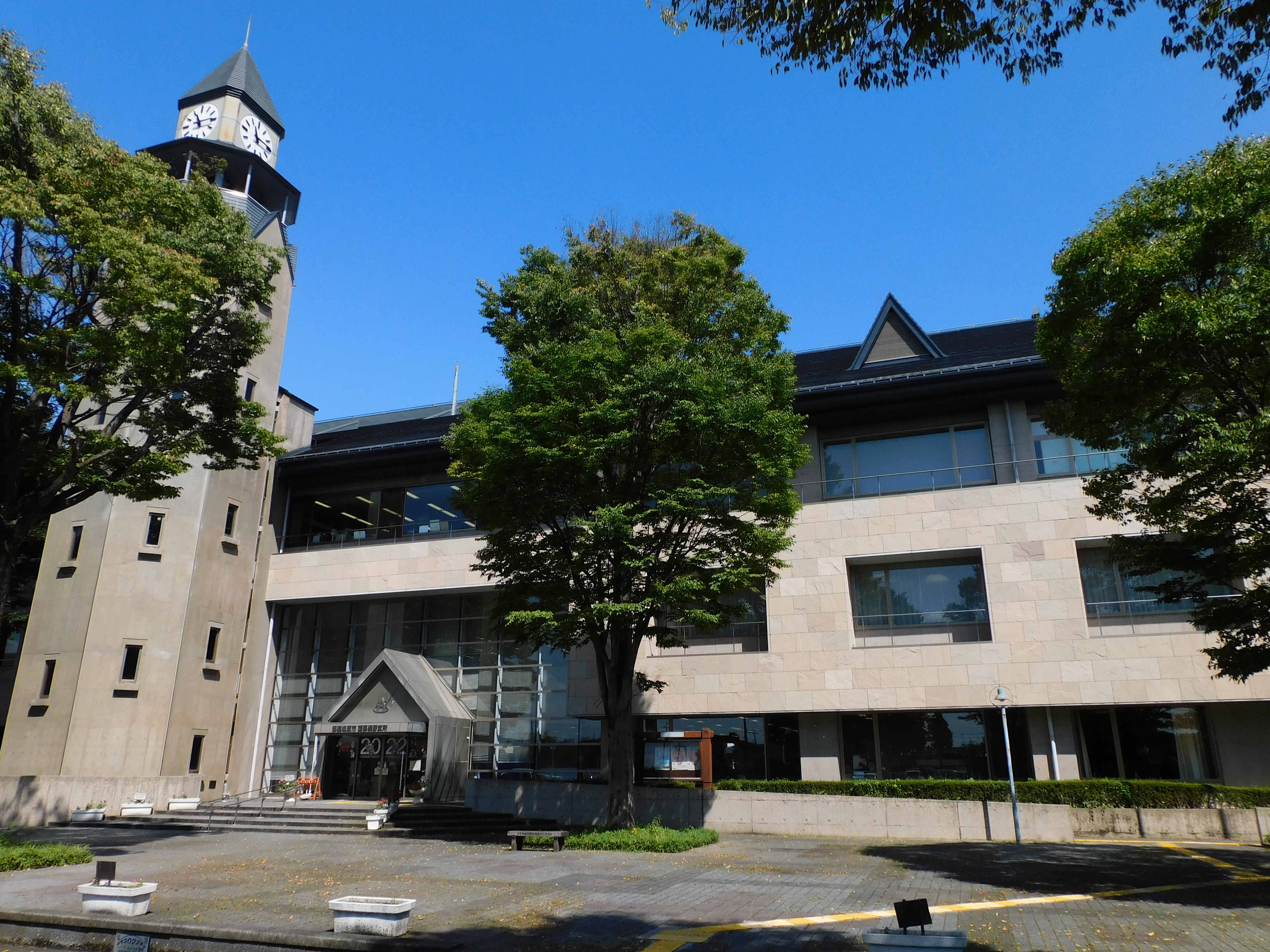
本庁
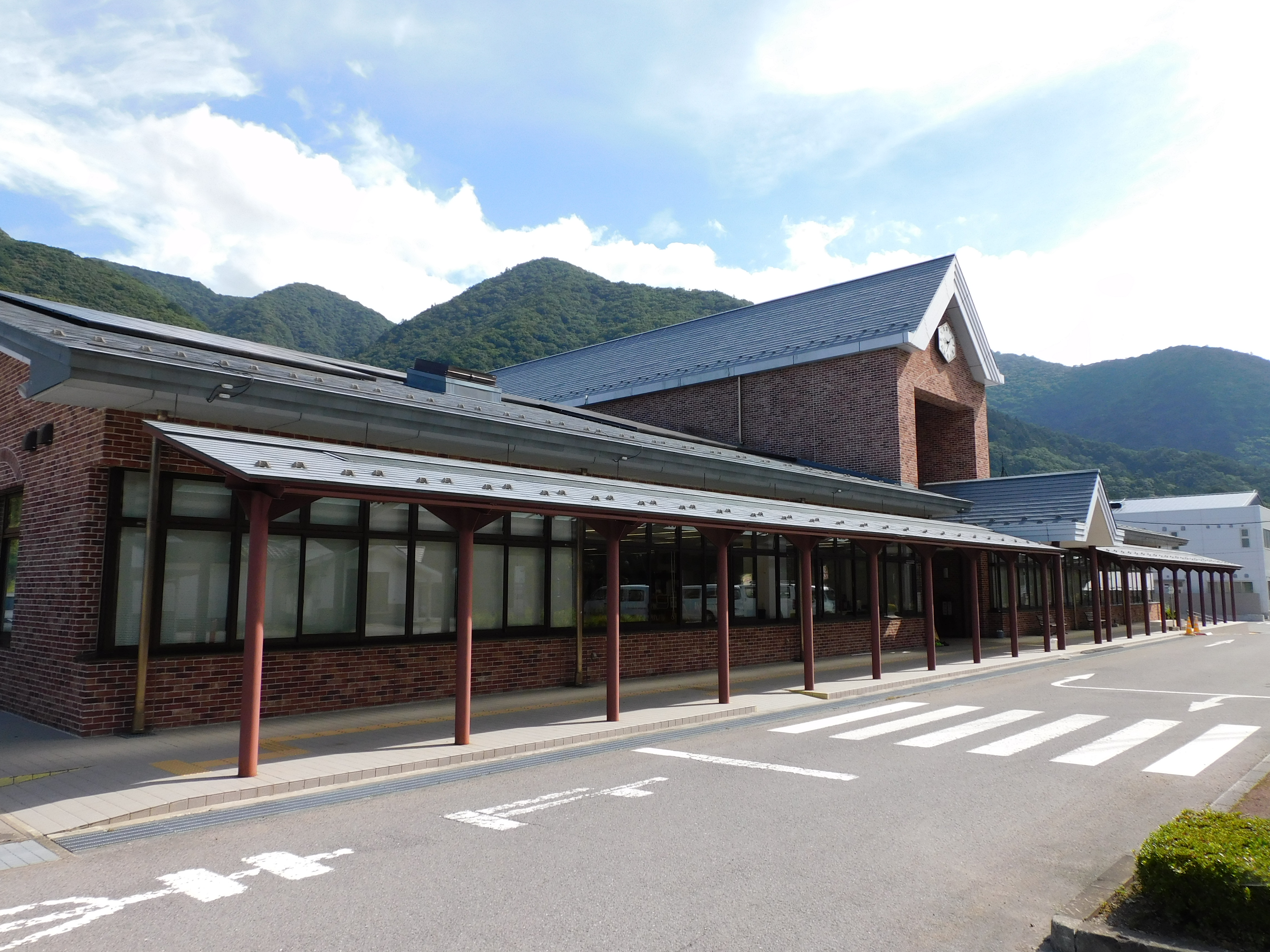
西那須野支所
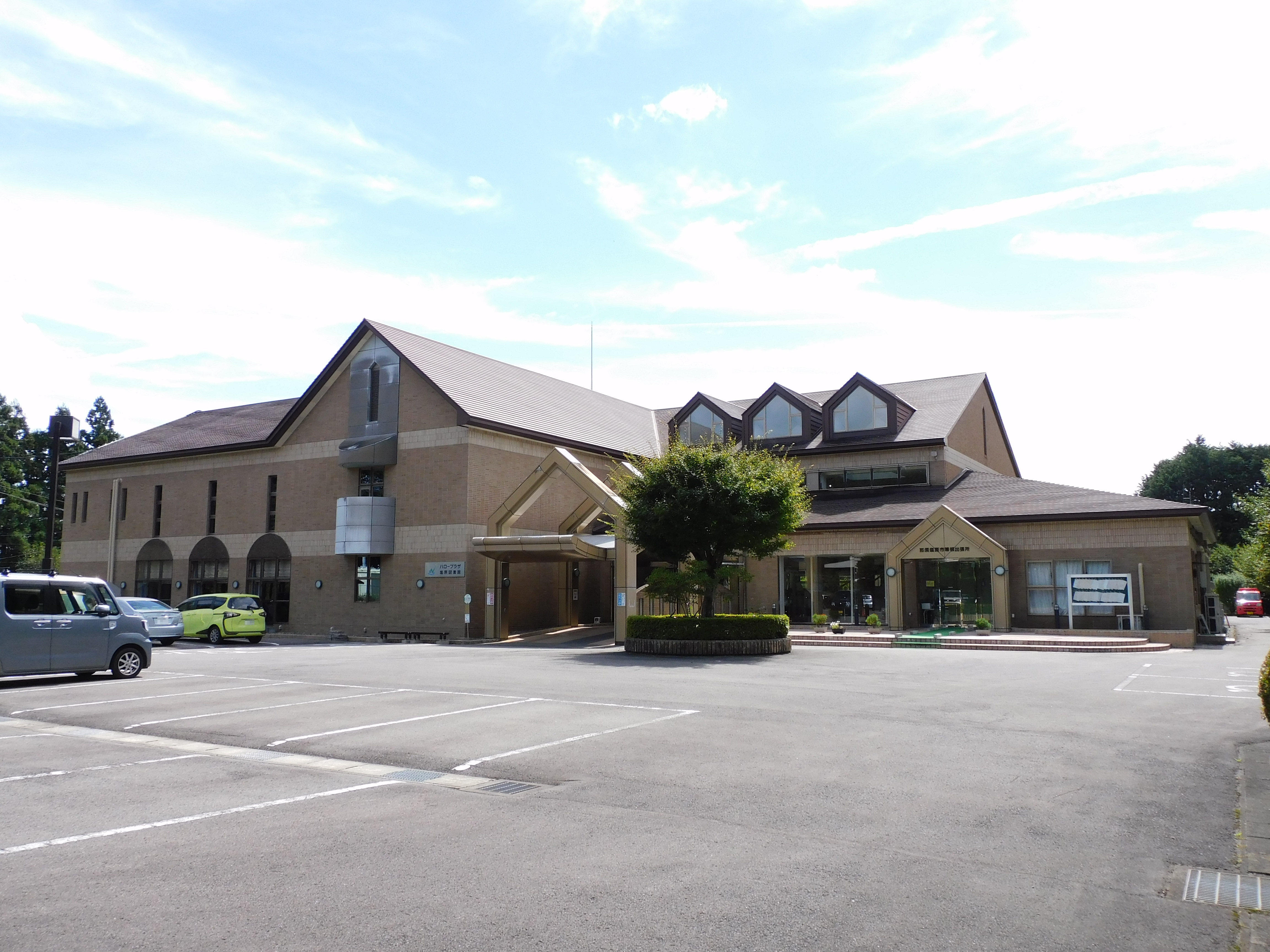
塩原支所
  - 箒根出張所

- 西那須野支所
- 塩原支所
- 箒根出張所

### 市役所組織
那須塩原市役所の組織は以下のとおり。

#### 那須塩原市役所本庁舎
- 企画部 - 企画政策室（企画政策係、行政経営係）、シティプロモーション課（プロモーション係、情報管理係、広報広聴係）、秘書課（秘書係、都市交流係）、市民協働推進課（協働のまちづくり室、男女共同参画係、統計係）
- 総務部 - 総務課（行政係、人事研修係、給与厚生係、危機対策・放射能対策室（放射能対策担当、危機対策担当））、放射能対策課（除染担当）、財政課（財政係、管財係）、契約検査課（契約係、検査係）、課税課（税制係、市民税係、国民健康保険税係、資産税土地係、資産税家屋係）、収税課（徴収担当、収納係）
- 生活環境部 - 環境管理課（環境企画係、環境衛生係）、環境対策課（公害対策係、廃棄物対策室、那須塩原クリーンセンター＝清掃係）、生活課（生活安全係、消費生活係）
- 保健福祉部 - 社会福祉課（社会福祉係、障害福祉係、保護係）、高齢福祉課（高齢福祉係、介護管理係、介護認定係、地域支援係）、国民年金課（管理係、国保年金係）、健康増進課（保健予防係、健康増進係）、市民課（市民係、戸籍係）
- 子ども未来部 - 子育て支援課（子ども福祉係、給付係、総合支援係、子ども、子育て総合センター）、保育課（保育係、児童係）
- 産業観光部 - 農務畜産課（農業振興係、畜産振興係）、農林整備課（農村整備係、林務係、地籍調査係）、商工観光課（雇用推進室、商工係、観光係）
- 建設部 - 都市計画課（都市計画係、開発指導係、）、都市整備課（都市整備係、住宅係、建築係、駅周辺整備室）、道路課（管理係、維持係、建設係、用地係、河川係）、建築指導課（指導係、審査係）
- 上下水道部 - 黒磯事業所
- 会計課 ― 歳入係、歳出係

#### 西那須野支庁舎
- 教育部 - 教育総務課（総務係、学校整備推進室、給食係）、学校教育課（学校支援教職員係、学校指導係、英語教育推進室、児童生徒サポートセンター）、生涯学習課（生涯学習係、文化振興係、青少年係）、スポーツ振興課（スポーツ振興係、管理係）
- 上下水道部 - （水道課（総務係、営業係、建設係、施設管理係）、下水道課（普及係、管理係、下水道建設係、施設係））
- 西那須野支所 ― 総務税務課（総務係、税務係）、市民福祉課（福祉係、国保年金係、市民戸籍課、生活環境課）、産業観光建設課（農林係、商工観光係、建設係）

#### 塩原支庁舎
- 塩原支所 - 総務福祉課（総務係、税務係、福祉係、市民係）、産業観光建設課（農林係、観光商工係、建設係）
- 上下水道部 - 塩原事業所

##### 箒根出張所
- 庶務係、住民係

#### 行政委員会
本庁舎
- 農業委員会 - 農業委員会事務局（農地係、農政係）
- 選挙管理委員会 - 選挙管理委員会事務局(選挙係)
- 監査委員 - 監査委員事務局(監査係)
- 固定資産評価審査委員会 - 固定資産評価審査委員会事務局
- 公平委員会 - 公平委員会事務局

西那須野支庁舎
- 教育委員会

#### 審議会
- 男女共同参画審議会
- 下水道審議会
- 水道事業審議会
- 空き家対策審議会
- 産業廃棄物減量等推進審議会
- 環境審議会

### 市行政施設
那須塩原市行政施設は以下のとおり。
- 西那須野保健センター
- 黒磯保健センター
- 塩原堆肥センター
- 子育て相談センター
- 青少年センター
- 勤労青少年ホーム
- 健康長寿センター
- シニアセンター
- 地域活動支援センター ふれあいの森
- 那須塩原クリーンセンター
- 那須塩原市一般廃棄物最終処分場
- 那須塩原市水防センター
- 那須塩原市消費生活センター
- 那須塩原市農業公社
- 那須塩原市文化振興公社
- 塩原水処理センター
- 北那須浄化センター（大田原市と合同）
- 黒磯那須公設地方卸売市場事務組合
- 那須塩原市文化協会

### 国関連施設
那須塩原市にある国関連施設は以下のとおり。
- 厚生労働省
  - 栃木労働局黒磯公共職業安定所
- 林野庁
  - 関東森林管理局
    - 塩那森林管理署
      - 那須森林事務所
      - 中塩原森林事務所
- 独立行政法人
  - 国立研究開発法人農業・食品産業技術総合研究機構畜産研究部門畜産飼料作研究拠点

かつて那須塩原市にあった国関連施設は以下のとおり。
- 塩原御用邸
- 国立障害者リハビリテーションセンター
  - 自立支援局
    - 国立光明寮
      - 国立塩原視力障害センター

### 県関連施設
那須塩原市にある栃木県庁関連施設は以下のとおり。
- 北那須水道事務所
- 那須農業振興事務所那須広域ダム管理支所
- 今市発電管理事務所板室管理支所
- 畜産酪農研究センター
- 県北家畜保健衛生所
- 県北児童相談所
- とちぎ明治の森記念館
- 那須野ヶ原公園

### 警察
- 栃木県那須塩原警察署

### 消防
那須地区消防組合
- 黒磯消防署
  - 板室分署
- 西那須野消防署
  - 塩原分署

## 議会

### 市議会
- 定数：26名（2021年5月1日時点）
- 議長：松田寛人（2021年5月より）
- 副議長：相馬剛（2021年5月より）

議員構成
議員会派（2021年5月7日時点）
- 那須塩原クラブ：12名
- 公明クラブ：4名
- 志絆の会：4名
- 敬清会：3名
- 無会派（日本共産党他）：3名

常任委員会
常設される常任委員会と構成人数は以下のとおり。
- 総務企画常任委員会：9名
- 福祉教育常任委員会：9名
- 建設経済常任委員会：8名
- 予算常任委員会：26名

特別委員会
特別委員会と構成人数は以下のとおり。
- 議会活性化検討特別委員会：11名
- 放射能対策検討特別委員会：11名
- 庁舎建設検討特別委員会：8名

その他委員会・協議会等
- 議会運営委員会：8名
- 議員全員協議会
- 産業廃棄物対策協議会幹部会：8名

歴代議長
| 代 | 氏名     | 就任                      | 退任                      | 出身校 | 職歴 | 選任までの臨時議長 | 備考       |
| -- | -------- | ------------------------- | ------------------------- | ------ | ---- | ------------------ | ---------- |
| 1  | 人見菊一 | 2005年（平成17年）1月12日 | 2005年（平成17年）5月13日 |        |      | 塩澤昭夫           |            |
| 2  | 高久武男 | 2005年（平成17年）5月13日 | 2007年（平成19年）5月10日 |        |      | 松原勇             |            |
| 3  | 植木弘行 | 2007年（平成19年）5月10日 | 2009年（平成21年）5月14日 |        |      |                    |            |
| 4  | 平山英   | 2009年（平成19年）5月14日 | 2010年（平成22年）5月25日 |        |      | 室井俊吾           | 在任中死亡 |
| 5  | 君島一郎 | 2010年（平成22年）6月4日  | 2013年（平成25年）5月10日 |        |      | 金子哲也           |            |
| 6  | 中村芳隆 | 2013年（平成25年）5月10日 | 2017年（平成29年）5月12日 |        |      |                    |            |
| 7  | 君島一郎 | 2017年（平成29年）5月12日 | 2019年（平成31年）4月2日  |        |      |                    |            |

### 栃木県議会
- 選挙区：那須塩原市・那須町選挙区
- 定数：4人
- 投票日：2023年4月9日
- 当日有権者数：117,101人
- 投票率：35.49％

| 候補者名 | 当落 | 年齢 | 所属党派   | 新旧別 | 得票数  |
| -------- | ---- | ---- | ---------- | ------ | ------- |
| 土屋晃子 | 当   | 55   | 立憲民主党 | 新     | 9,800票 |
| 関谷暢之 | 当   | 60   | 自由民主党 | 現     | 8,693票 |
| 阿部寿一 | 当   | 68   | 自由民主党 | 現     | 7,642票 |
| 小林達也 | 当   | 55   | 自由民主党 | 現     | 7,611票 |
| 相馬政二 | 落   | 66   | 無所属     | 現     | 7,101票 |

### 衆議院
- 選挙区：栃木3区（大田原市、矢板市、那須塩原市、那須烏山市、那須郡）
- 任期：2021年10月31日 - 2025年10月30日
- 当日有権者数：241,014人
- 投票率：52.07％

| 当落 | 候補者名 | 年齢 | 所属党派   | 新旧別 | 得票数   | 重複 |
| ---- | -------- | ---- | ---------- | ------ | -------- | ---- |
| 当   | 簗和生   | 42   | 自由民主党 | 前     | 82,398票 | ○    |
|      | 伊賀央   | 57   | 立憲民主党 | 新     | 39,826票 | ○    |

## 経済

### 市民所得
市内総生産
471,023百万円（2013年度）
宇都宮市(2,717,469百万円)・栃木市(709,148百万円)・小山市(563,659百万円)に次いで県内第4位。県内総生産(8,232,227百万円)の5.7%に相当。
モーリタニア（世界GDP151位）とエリトリア（世界GDP152位）の中間に相当。
市民所得
372,963百万円（2013年度）

### 都市圏
2010年国勢調査によると、本市は、那須塩原都市圏を形成し、かつ宇都宮都市圏に属する。

### 観光
観光客入込者数・宿泊者数
観光客入込者数
9,989,935人（2015年度）
宿泊者数
958,220人（2015年度）
うち外国人10,265

### 農業
酪農
那須野が原扇状地の扇頂部分近辺に多くの牧場がある。
生乳の生産が北海道に次いで多い栃木県の主生産地となっている。その生産量は本州の市町村で第1位、全国的にも北海道の別海町、中標津町、標茶町に次いで第4位となっている。
畜産生産額も多く、本州では群馬県前橋市に次いで第2位、全国では第8位である。
乳牛農家数は、本州第1位、全国第2位である。
乳牛頭数は、全国第4位で、本州第1位である。
- 八郎ヶ原放牧場

馬産
かつては日本屈指の馬産地で戦前は主に軍馬の生産、戦後は使役馬、競走馬の生産が行われた。前者は、1950年11月だけでも2500頭以上がセリにかけられていたが、農業の機械化などにより衰退した。
農業
那須疏水により灌漑され国道4号、宇都宮線が通る那須野が原扇状地の扇央部分周辺には水田地帯が広がり、県内でも米の生産が盛んな地域である。
牛の飼料である青刈りとうもろこしの収穫量は、本州第1位、全国第3位である。そのほか、えん麦が本州第3位、牧草が本州第6位、ソルゴーが本州第11位の収穫量を誇る。
農業協同組合
- 那須野農業協同組合（JAなすの） - 本所ほか支店・出張所多数。
- 酪農とちぎ農業協同組合 - 那須高原支所、那須高原CS
- 栃木県酪農業協同組合 - 県北支所
- 栃木県開拓農業協同組合 - 本所
- 全国畜産農業協同組合連合会 - 研修牧場

### 工業
製造業
- ブリヂストン - 栃木工場・那須工場及びその関連企業の工場が多数立地する。
- コダマ樹脂工業 - 栃木工場
- ミツヤ送風機製作所 - 那須事業所
- 泉鋼管 - 本社、北関東事業所等
- YKKAP - 栃木工場
- 五洋建設 - 技術研究所
- ヒロセ電子システム - 那須工場
- 佐々木香料店 - 那須工場
- ハイランドMP
- 山崎産業 - 栃木工場
- ニッセイエコ - 那須工場
- 東武商事 - 那須環境センター、北関東事業本部、那須総合リサイクルセンター
- ボッシュ - 栃木工場
- キングランメディケア - 那須工場
- 大村紙業 - 栃木事業部
- サンプラスチック - 栃木工場
- 日野金属産業 - 栃木営業所
- サニーフーズ
- 研精工業所 - 那須工場
- 東興資材工業 - FPFセンター
- 栃木リサイクル
- 朝日分光 - 栃木工場
- ホウライ - 千本松事務所、千本松牧場本部（酪農本部、那須乳業工場等）、ホウライカントリー俱楽部、西那須野カントリー俱楽部等

食料品
- カゴメ - 研究開発本部、那須工場
- 小岩井乳業 - 那須工場
- ローマイヤ - 本社、栃木工場
- グリコマニュファクチャリングジャパン - 那須工場
- フードリエ - 那須高原ハム（旧那須グリコ）

### 工業団地
- 井口工業団地
- 関谷工業団地
- 四区工業団地
- 上郷屋工業団地
- 赤田工業団地
- 下厚崎工業団地
- 下厚崎第2工業団地
- 東那須産業団地

### 商業
西那須野地区の国道4号沿いは日本のモータリゼーションの始まりの頃より多くの自動車販社が立地し県北地域の自動車販売の中心的存在となっている。乗用車のほか、トラック・バス、外国車の販社が多数立地する。
一方で、県北地域最大級となる大型ショッピングモール等の建設も相次いでいる。那須塩原駅にほど近い島方地区にはイオングループのショッピングセンター「イオンスーパーセンター那須塩原店」（現在のザ・ビッグエクストラ那須塩原店）、豊浦地区の国道4号線沿線には、トステム系列のホームセンターを中心とした「スーパービバホーム那須塩原SC」、塩野崎地区の東那須産業団地には県内2番目となるアウトレットモール「那須ガーデンアウトレット」が、それぞれ2008年7月にオープンされた。

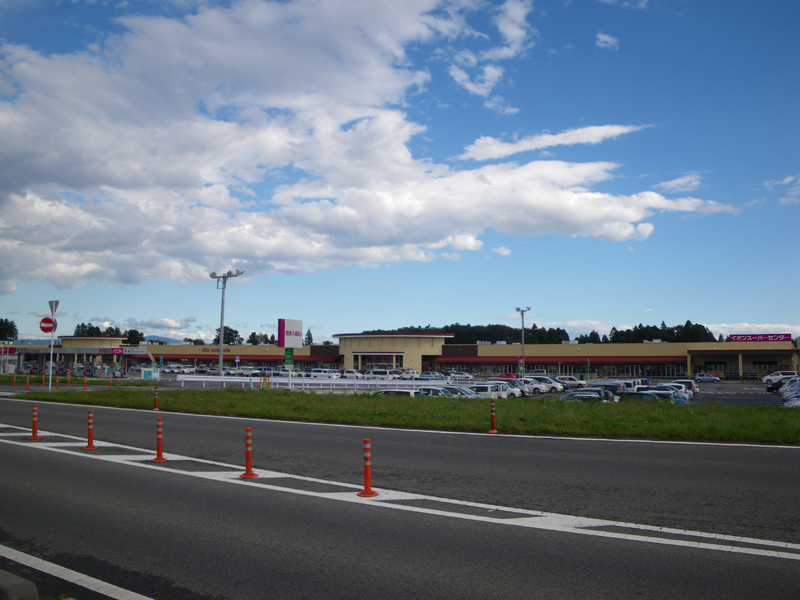
イオンスーパーセンター那須塩原店

### 金融機関
那須塩原市に本店・支店・出張所等の窓口を置く金融機関一覧は以下のとおり（2016年9月現在）。
- 地方銀行
  - 足利銀行
    - 塩原支店、黒磯支店、西那須野支店、三島出張所、南郷屋出張所、黒磯西出張所、那須塩原駅前出張所
- 第二地方銀行
  - 栃木銀行
    - 黒磯支店、西那須野支店、黒磯西支店、三島支店

  - 福島銀行黒磯支店
- 信用金庫
  - 大田原信用金庫
    - 黒磯支店、西那須野支店、東那須野支店

  - 白河信用金庫
    - 西那須野支店、黒磯支店
- 農協・JAバンク
  - JAなすの
    - 本店、西那須野支店、塩原支店、黒磯支店、高林支店、東那須野支店、厚崎出張所、鍋掛出張所
- 証券会社
  - 宇都宮証券
    - 西那須野支店

### 観光
- 本市の都市形態は、高原観光都市である。

高原という立地から市内にはゴルフ場も多く、道の駅も複数ある。
- 初代観光大使に塩原温泉を擬人化したご当地少女キャラクター「塩原八弥」が就任した。

## 姉妹都市・提携都市

### 日本
ひたちなか市（茨城県）
1990年11月黒磯市が那珂湊市と姉妹都市提携、那珂湊市の合併によるひたちなか市発足、1995年11月に、那須塩原市発足に伴い2006年3月24日に改めて提携。
 新座市（埼玉県）
2000年11月西那須野町が友好姉妹都市提携、那須塩原市発足に伴い2005年11月1日に改めて提携。
滑川市（富山県）
1996年4月西那須野町が姉妹都市提携、那須塩原市発足に伴い2006年3月24日に改めて提携。

### 海外
リンツ市（オーストリア共和国）
2016年6月姉妹都市提携。

## 地域

### 町名一覧

#### 黒磯地区
- 阿波町
- 安藤町
- 春日町
- 上厚崎
- 北栄町
- 共墾社
- 共墾社一丁目
- 清住町
- 黒磯
- 黒磯幸町
- 小結
- 材木町
- 埼玉
- 桜町
- 下厚崎
- 新朝日
- 新町
- 新緑町
- 末広町
- 住吉町
- 大黒町
- 高砂町
- 中央町
- 東栄一-二丁目
- 豊浦
- 豊浦北町
- 豊浦町
- 豊浦中町
- 豊浦南町
- 豊住町
- 鳥野目
- 並木町
- 錦町
- 西新町
- 橋本町
- 原町
- 東豊浦
- 東原
- 東大和町
- 本郷町
- 本町
- 松浦町
- 美原町
- 宮町
- 弥生町
- 豊町
- 若草町
- 若葉町
- 渡辺

#### 東那須野地区
- 大原間
- 大原間西一-二丁目
- 鹿野崎
- 上大塚新田
- 上郷屋
- 上中野
- 唐杉
- 木曽畑中
- 北弥六
- 北和田
- 沓掛
- 沓掛一-二丁目
- 笹沼
- 佐野
- 三本木
- 塩野崎
- 塩野崎新田
- 島方
- 下中野
- 中内
- 沼野田和
- 波立
- 東小屋
- 方京一-三丁目
- 前弥六
- 前弥六南町
- 無栗屋
- 山中新田

#### 高林地区
- 青木
- 板室
- 亀山
- 木綿畑
- 鴫内
- 高林
- 洞島
- 戸田
- 西岩崎
- 細竹
- 箕輪
- 百村
- 箭坪
- 油井
- 湯宮

#### 鍋掛地区
- 越堀
- 寺子
- 鍋掛
- 野間

#### 西那須野地区
- 東町
- あたご町
- 一区町
- 扇町
- 上赤田
- 北赤田
- 北二つ室
- 五軒町
- 三区町
- 下永田1-8丁目
- 千本松
- 永田町
- 二区町
- 西赤田
- 西朝日町
- 西幸町
- 西栄町
- 西原町
- 西大和
- 東赤田
- 二つ室
- 緑1-2丁目
- 南赤田
- 南町
- 四区町

#### 狩野地区
- 井口
- 石林
- 新南
- 関根
- 高柳
- 太夫塚1-6丁目
- 槻沢
- 西遅沢
- 西富山
- 西三島1-7丁目
- 東遅沢
- 東関根
- 東三島1-6丁目
- 三島1-5丁目
- 南郷屋1-5丁目
- 睦

#### 塩原地区
- 上塩原
- 塩原
- 中塩原
- 湯本塩原

#### 箒根地区
- 宇都野
- 遅野沢
- 折戸
- 金沢
- 上大貫
- 上横林
- 下大貫
- 下田野
- 関谷
- 高阿津
- 接骨木
- 蟇沼
- 横林

### 教育

#### 大学
- 宇都宮共和大学
  - 　那須キャンパス - シティライフ学部、都市経済研究センター

#### 専修学校
- 那須看護専門学校
- アジア農村指導者養成専門学校（アジア学院）

#### 教育訓練施設
- 地方競馬教養センター - 日本唯一の地方競馬学校。日本国内における競馬学校はほかに日本中央競馬会競馬学校(千葉県白井市)のみである。

#### 高等学校
- 栃木県立黒磯高等学校
- 栃木県立黒磯南高等学校
- 栃木県立那須拓陽高等学校
- 栃木県立那須清峰高等学校

#### 義務教育学校
- 那須塩原市立塩原小中学校
- 那須塩原市立箒根学園

#### 中学校
- 那須塩原市立黒磯中学校
- 那須塩原市立黒磯北中学校
- 那須塩原市立厚崎中学校

- 那須塩原市立日新中学校
- 那須塩原市立東那須野中学校
- 那須塩原市立高林中学校

- 那須塩原市立西那須野中学校
- 那須塩原市立三島中学校

#### 小学校
- 那須塩原市立青木小学校
- 那須塩原市立稲村小学校
- 那須塩原市立大原間小学校
- 那須塩原市立大山小学校
- 那須塩原市立共英小学校
- 那須塩原市立黒磯小学校

- 那須塩原市立埼玉小学校
- 那須塩原市立高林小学校
- 那須塩原市立槻沢小学校
- 那須塩原市立豊浦小学校
- 那須塩原市立鍋掛小学校
- 那須塩原市立西小学校

- 那須塩原市立波立小学校
- 那須塩原市立東小学校
- 那須塩原市立東原小学校
- 那須塩原市立三島小学校
- 那須塩原市立南小学校

#### 幼稚園等
- 市立塩原幼稚園
- 私立西那須野幼稚園
- 私立すぎのこ三島幼稚園
- 私立第二ひかり幼稚園
- 私立虹ヶ丘認定こども園
- 私立認定あけぼのこども園
- 私立認定こども園マロニエ幼稚園
- 私立黒磯いずみ幼稚園認定こども園
- 私立すぎのこ幼稚園認定こども園

#### 特別支援学校
- 栃木県立那須特別支援学校

### 郵便
郵便番号は以下が該当する。5集配局が集配を担当する。
- 黒磯郵便局：「325-00xx」「329-31xx」[17]
- 高林郵便局：「325-01xx」
- 西那須野郵便局：「329-27xx」
- 関谷郵便局：「329-28xx」
- 塩原郵便局：「329-29xx」

#### 郵便局
- 高林郵便局（07039）
- 関谷郵便局（07041）
- 西那須野郵便局（07045）
- 黒磯郵便局（07051）
- 塩原郵便局（07052）
- 板室温泉郵便局（07079）
- 越堀郵便局（07096）

- 東那須野郵便局（07099）
- 西那須野狩野郵便局（07203）
- 百村郵便局（07209）
- 黒磯青木郵便局（07234）
- 黒磯豊浦郵便局（07285）
- 西那須野駅前郵便局（07287）
- 黒磯中央町郵便局（07300）

- 西那須野下永田郵便局（07312）
- 中塩原簡易郵便局（07716）
- 黒磯東原簡易郵便局（07723）
- 黒磯鍋掛簡易郵便局（07739）
- 黒磯上厚崎簡易郵便局（07742）
- 上大貫簡易郵便局（07744）

### 電話番号
旧黒磯市地域が黒磯MA、旧西那須野町・塩原町地域が大田原MAの管轄となる。市外局番はいずれのMAも「0287」。収容局は以下の7ビルが該当し、市内局番は以下の通り。
- 黒磯局（黒磯MA）：60,62-64
- 東那須野局（黒磯MA）：65,67
- 栃木高林局（黒磯MA）：68
- 板室局（黒磯MA）：69
- 西那須野2局（大田原MA）：36-39
- 塩原2局（大田原MA）：31,32
- 関谷局（大田原MA）：34,35

下記地域は黒磯市外の収容局が管轄となる。
- 黒田原局（黒磯MA）：寺子の一部地域が該当。
- 伊王野2局（黒磯MA）：寺子の一部地域が該当。

### 病院
- 国際医療福祉大学病院
- 菅間記念病院

## 文化

### 社寺
- 乃木神社
- 烏森神社

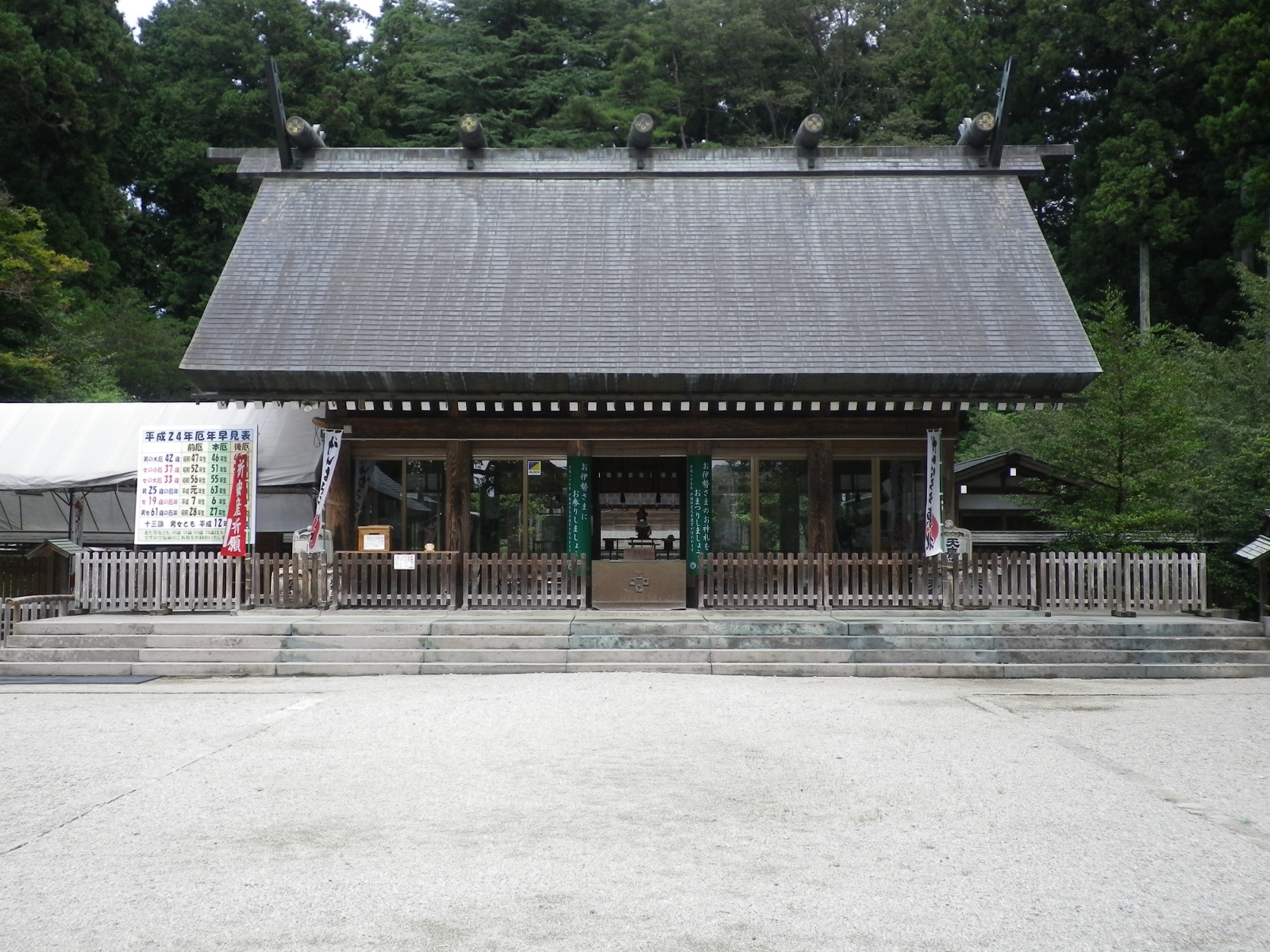
乃木神社

- 塩原八幡宮 - 大同2年（807年）創建とされ、「幕岩村正八幡宮略縁起」によると、康平元年（1058年）、源頼義と嫡子の義家が前九年の役に、奥州安部貞任征伐のため、この八幡宮に立ち寄り戦勝祈願をして社殿を再興した。中世には宇都宮氏・小山氏等の祈願所として崇められ、江戸時代に入り宇都宮代々の藩主により寛政10年（1798年）再興され、温泉神社を司る村社として現在に至る。
- 黒磯神社
- 三島神社
- 愛宕神社
- 箒根神社
- 波立温泉神社
- 鍋掛神社
- 板室温泉神社 - 本殿は市指定有形文化財建造物。
- 嶽山箒根神社 - 奥の院（本殿）・他2社（以上、市指定文化財）、高清水（遙拝殿）。
- 高林神社
- 新湯温泉神社
- 日本基督教団 - 西那須野教会
- 妙雲寺 - 市指定有形文化財建造物
- 引久保百観音堂 - 文明14年（1482年）、塩原城主橘伊勢守により戦場の戦いで討死した家臣たちの供養のため1間4面の堂が建立。堂内の須弥壇は、3つの間に仕切られ、それぞれ坂東三十三観音・西国三十三観音・秩父三十四観音として計100躯が祀られ、一堂に安置した。
- 三斗小屋温泉神社本殿
- 上黒磯の阿弥陀堂 - 寛保3年（1743年）に建立された堂で、現在にまでに何度も補修された。明治8年から22年まで小学校(黒磯小)の教室として利用されていた。明治初期に学校として利用された建物では、唯一現存。
- 上大貫地蔵堂「厨子」 - 市指定有形文化財建造物。
- 新湯温泉神社
- 塩の湯温泉神社（本殿） - 市指定有形文化財建造物。
- 金乗院 - 奥の院地蔵堂は、市指定有形文化財建造物。
- 金沢の薬師堂
- 金沢の箒根神社（本殿） - 市指定有形文化財建造物。
- 畑下温泉神社（本殿）
- 福渡温泉神社（本殿） - 市指定有形文化財建造物。
- 峯薬師堂 市指定有形文化財建造物。
- 品川弥二郎の旧念仏庵 - 市指定有形文化財建造物。
- 峯薬師の仁王門 - 市指定文化財建造物。
- 茗荷温泉神社（本殿） - 市指定有形文化財建造物。
- 鶏鳥神社 - 当社の絵馬は市指定有形民俗文化財。
- 生駒神社 - 当社の絵馬は市指定有形民俗文化財。

### 別荘地

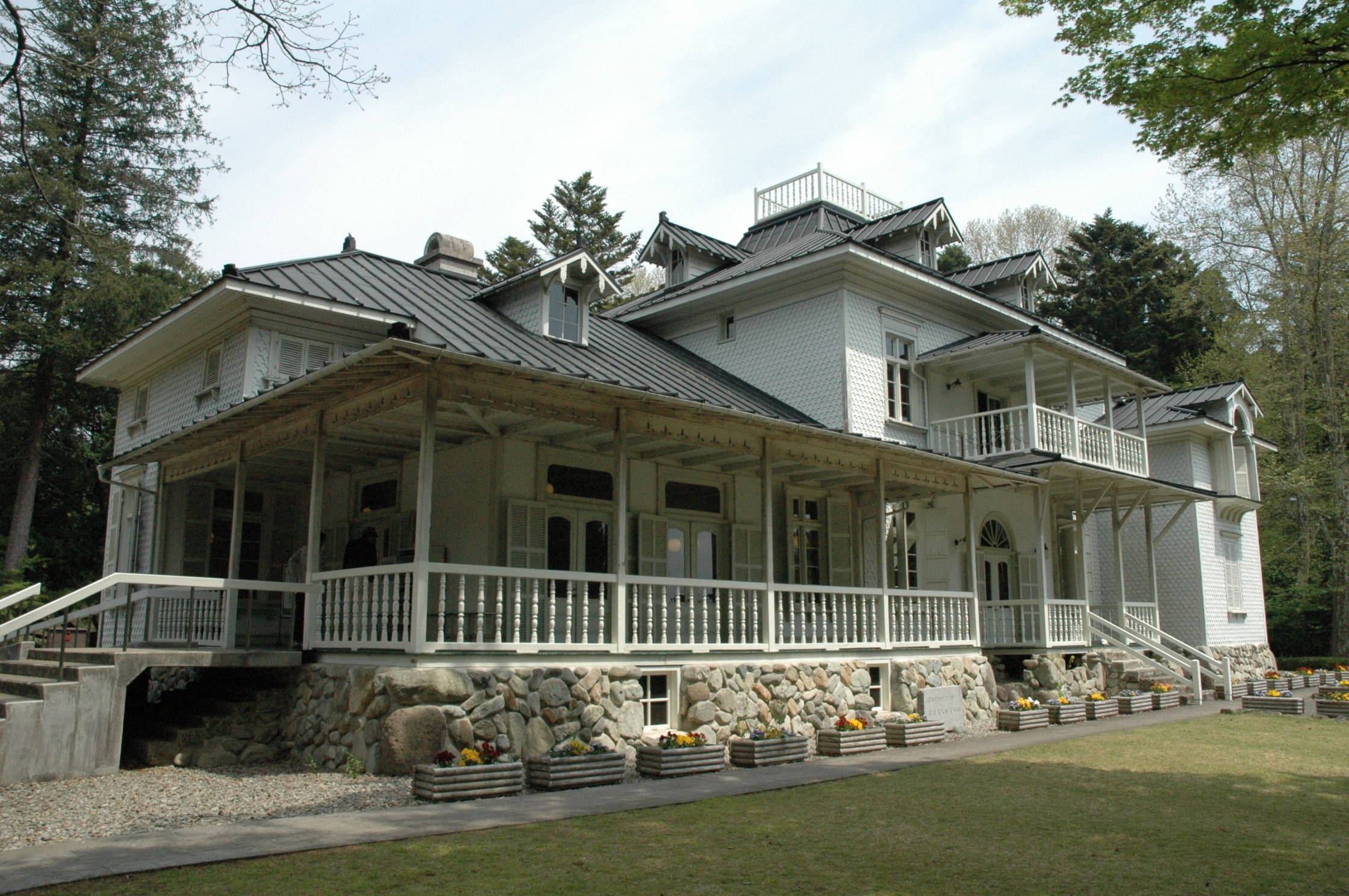
旧青木家那須別邸

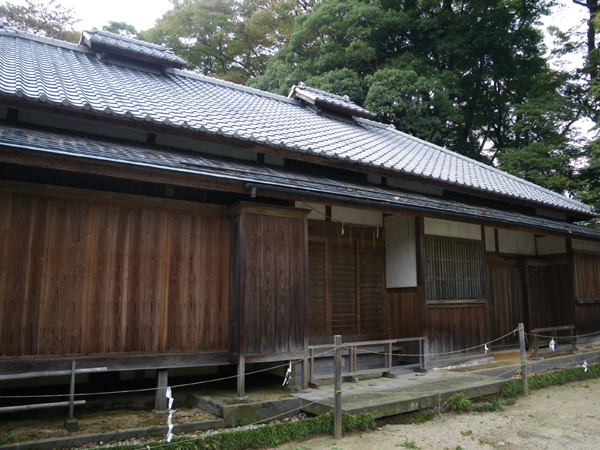
乃木希典那須野旧宅（復元）

那須塩原は別荘地としても有名である。明治の名士が塩原温泉等に別荘を保有し、口コミで文豪達に広まり、塩原温泉に文豪達が集うようになったという。
歴史的に有名な別荘としては、以下のようなものがある。
- 旧塩原御用邸 - 国立塩原視力障害センター（閉鎖）。御用邸の建物の一部は塩原温泉天皇の間記念公園へと移築。
- 松方那須別邸 - 松方正義（元内閣総理大臣兼大蔵大臣）の別邸。
- 旧青木家那須別邸 - 青木周蔵（元外務大臣）の別邸。現・とちぎ明治の森記念館。
- 乃木別邸 - 乃木希典の別邸。現・乃木神社。
- 大山別邸 - 大山巌の別邸。現・大山記念館洋館。
- 旧三島別邸 - 三島通庸の別邸、のちに献上し、塩原御用邸が建設される。
- 細川男爵別邸 - 細川護晃の別邸
- 西郷別邸跡 - 西郷従道の別邸。現・永田公会堂。

他に別荘を保有した名士らは、次の通りである。
- 真田幸民（旧松代藩主、伯爵）
- 原敬（内閣総理大臣）
- 福澤一太郎（第3代慶應義塾社頭、慶應義塾長、福澤諭吉の長男）

### 会館・ホール
- 那須塩原市黒磯文化会館
- 那須野が原ハーモニーホール（大田原市との共同設置）
- 那須塩原市三島ホール

### スポーツ施設
- くろいそ運動場
- 那珂川河畔運動公園
- 青木サッカー場
- にしなすの運動公園
- 三島体育センター
- 塩原運動公園
- 関谷南公園
- 塩原B&G海洋センター
- 那珂川河畔公園プール
- 那須野が原公園ファミリープール（県営）

### 図書館
- 那須塩原市の図書館
  - 那須塩原市図書館
  - 西那須野図書館
  - 塩原図書館（ハロープラザ内）
  - サービスポイント（狩野、南、西、三島、大山、西那須野、黒磯、厚崎、とようら、鍋掛、東那須野、高林、稲村、塩原の各公民館に設置）

### 博物館・美術館等

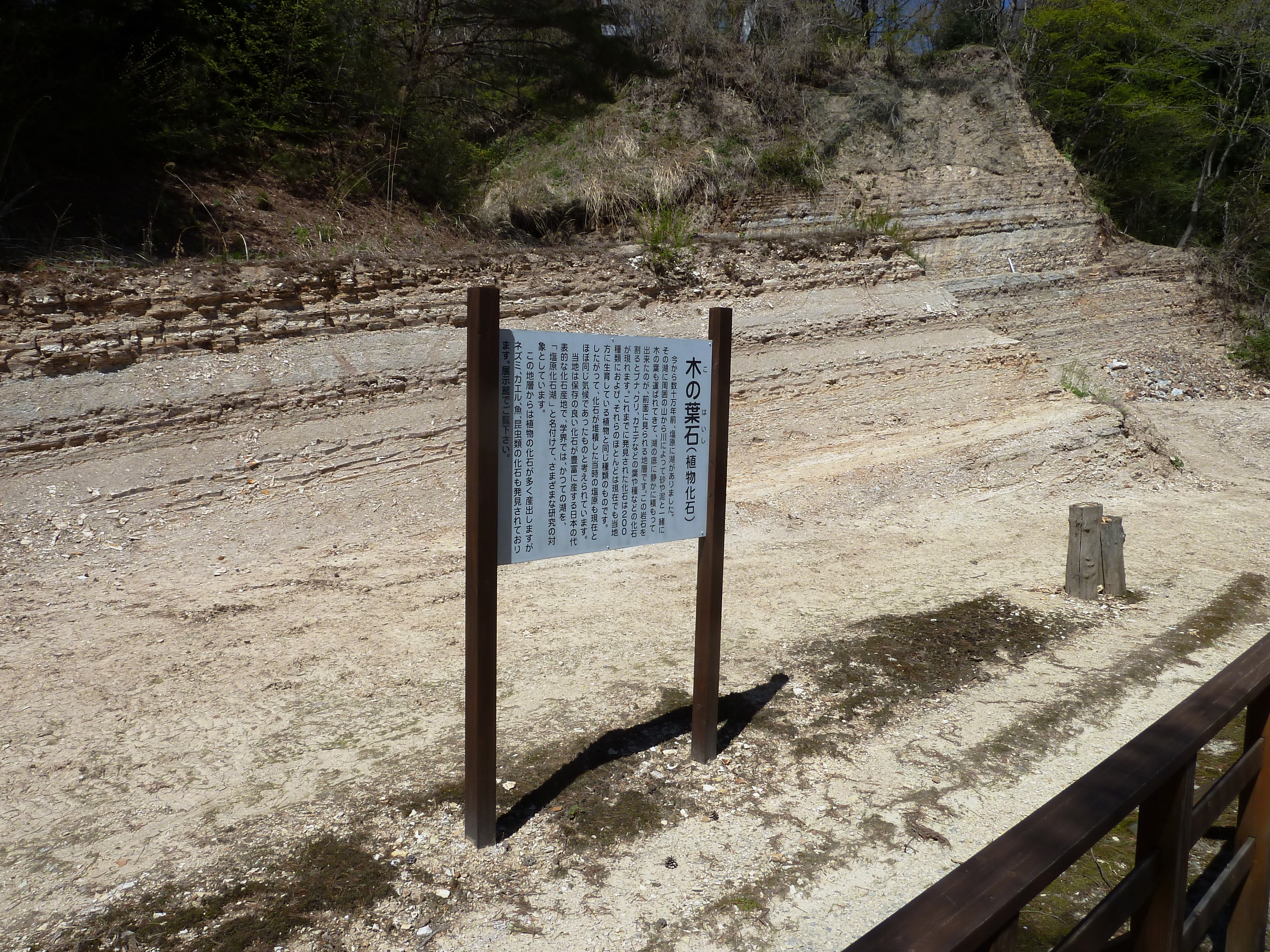
木の葉化石園

- 那須野が原博物館
- 田園空間博物館
- 鶏声磯ヶ谷美術館（九谷焼を展示）
- 木の葉化石園
- 塩原もの語り館
- 森の発電おはなし館
- 癒やしの空間美術館
- 関谷郷土資料館
- 黒磯郷土館
- 日新の館

### 史跡
- 印南丈作翁屋敷跡 - 那須開墾者初代社長印南丈作の屋敷跡。丈作終焉の場所であり、明治中期から昭和初期にかけて西那須野村役場があった。
- 烏ヶ森の丘 - 那須野が原開拓の際、政府要人がこの場所から那須野が原を見下ろし、開拓の構想を語った場所で、桜の名所。
- 塩原（要害）城跡 - 市指定記念物史跡。
- 塩原軌道「塩原口」駅舎跡 - 市指定記念物史跡。
- 横林の一里塚（一対） - 江戸時代の廻米輸送の歴史を物語る貴重な文化遺産。
- 下大貫の一里塚（一対） - 会津中街道の一里塚として、下大貫に築かれた一里塚。
- 観象台 - 明治初年（1870年）における近代的三角測量の基点になった所で、観象台の名はこの地で天体観測も行った。
- 芦屋道満の解脱塔
- 境の紅葉 - 市指定記念物史跡。
- 常盤ヶ丘 - 常盤ヶ丘は標高248.5mの丘で、中腹には那須野が原開拓の恩人である印南丈作、矢板武、安藤治輔、品川丈之進、印南トメの5人の墓がある。
- 親王台 - 市指定記念物史跡。
- 狭間城跡 - 市指定記念物史跡。
- 高久靄厓の墓 - 那須塩原市の生んだ江戸末期の画人、高久靄厓の墓。
- 黒羽領境界石 - 市指定記念物史跡。
- 黒瀧山大日尊 - 市指定記念物史跡。
- 笹野曽里西の一里塚 - 会津中街道の一里塚で、笹野曽里にある東西2つのうち西側にあるもの。
- 笹野曽里東の一里塚 - 会津中街道の一里塚で、笹野曽里にある東西2つのうち東側にあるもの。
- 三斗小屋宿跡 - 三斗小屋温泉の西方約3km、板室本村から12km北、那珂川上流の標高1100mの山あいにあり、戊辰戦争の際激しい山岳戦が展開された。
- 三島農場事務所跡 - 市指定記念物史跡。那須野が原博物館の敷地内。
- 赤田山 - 赤田山は標高310.9mの丘で、肇耕社（のちの三島農場）にゆかりの深い丘。
- 接骨木の一里塚
- 槻沢遺跡 - 槻沢遺跡は、縄文時代中～後期（およそ4～5000年前）の大集落遺跡で、栃木県の代表的な遺跡。
- 那須開墾社烏ヶ森農場跡 - 市指定記念物史跡。
- 那須疏水旧蛇尾川伏越出口 - 市指定記念物史跡
- 鍋掛の一里塚
- 鳩が森城跡 - 市指定記念物史跡。
- 板室古戦場
- 板室本村の湯本道標
- 板室本村の一里塚
- 本郷町の馬頭観世音
- 木の俣地蔵 - 市指定記念物史跡。
- 野沢（真木）城跡 - 市指定記念物史跡。
- 離室城跡 - 市指定記念物史跡。
- 蟇沼用水旧取水口 - 市指定史跡。

### 文化財
- 世界かんがい施設遺産
  - 那須疏水
- 国指定・登録・選択の文化財
  - 旧青木家那須別邸 - 重要文化財
  - 深鉢形土器 30箇（槻沢遺跡出土） - 重要文化財
  - 加登屋旅館（本館、別館、悠仙閣） - 板室温泉街、登録有形文化財。
  - 高木会館 - 旧黒磯銀行本店、登録有形文化財
  - 逆杉 - 根本でくっついている2株の杉、天然記念物
  - 百村の百堂念仏舞 - 復活された芸能のため一部が欠落しており、現在の演舞は15分程度、選択無形民俗文化財。
  - 那須疏水 - 旧取水施設（東水門、西水門、導水路及び余水路、東隧道、西隧道）、重要文化財
- 県指定
  - 旧塩原御用邸新御座所
  - 絹本著色羅刹天
  - 温泉神社石幢
  - 大山記念館洋館
  - 塩原平家獅子舞
  - 乃木希典那須野旧宅
  - 関谷の城鍬舞
  - 上大貫の城鍬舞
- 市指定
  - 旧津久井家住宅 市指定有形文化財建造物。
  - 数ヶ室の郷蔵
  - 室井家の四脚門
  - 九尾の狐大絵馬
  - 石林の道標
  - 下厚崎の獅子舞 元禄15年（1702年）に、高柳の獅子舞（関白天一社々良流）の伝授を受け、雷神社祭礼に奉納したのが始まり。
  - 関谷囃子 市指定無形民俗文化財。
  - 上塩原源太踊り
  - 上塩原古代獅子舞 市指定無形民俗文化財。
  - 三本木の獅子舞 市指定無形民俗文化財。
  - 木綿畑新田の太々神楽 市無形民俗文化財。
  - 木綿畑本田の獅子舞
  - 高林の獅子舞
  - 嶽山箒根神社梵天上げ
  - 蟇沼もちつき 市指定無形民俗文化財。

### 公園
- 国立公園
  - 日光国立公園 - 那須地域・塩原地域
- 県立公園

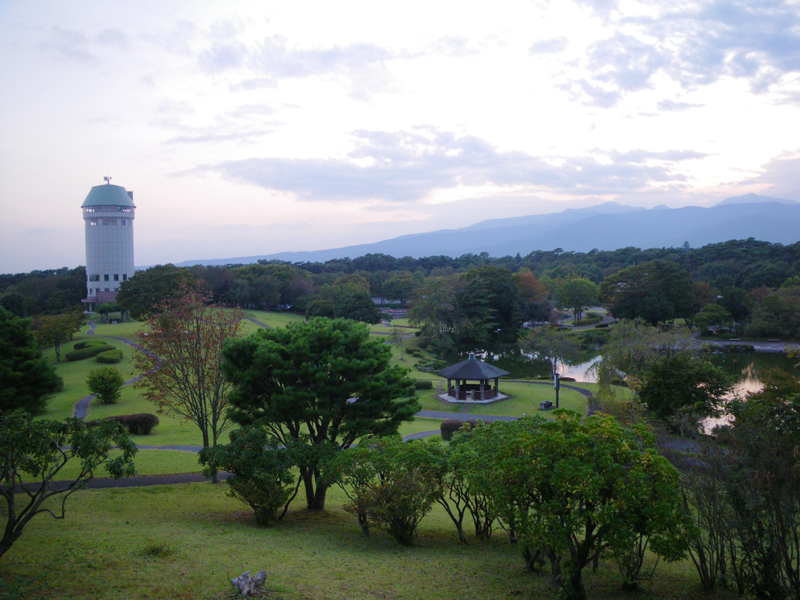
那須野が原公園

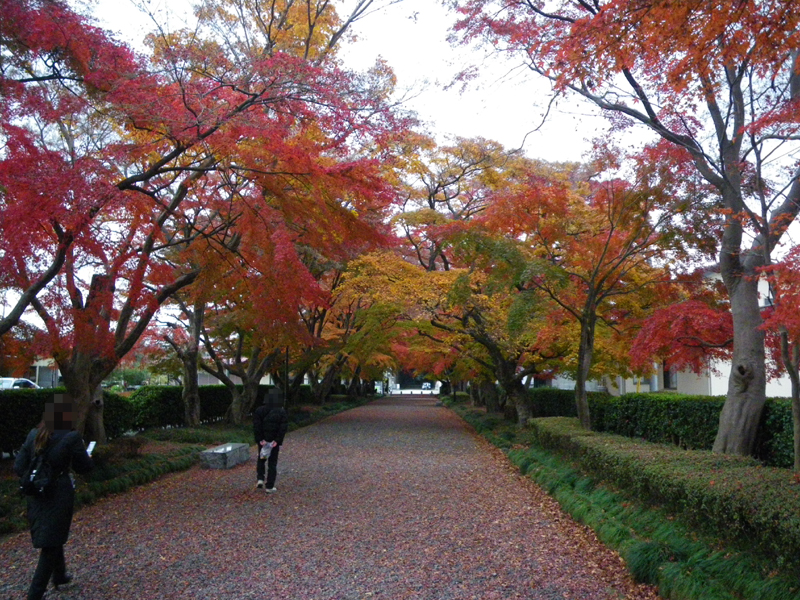
大山巌墓所参道

  - 那須野が原公園 - プール、展望塔（サンサンタワー）、アスレチック、サイクリング等。
- 市立公園
  - 黒磯公園 - 桜の名所。カタクリの群生地。
  - 那珂川河畔公園 - 大池を中心とする日本庭園や石のステージ、自由広場など。
  - 鳥野目河川公園 - オートキャンプ場、コテージ、バーベキュー設備あり。
  - 東那須野公園 - 那須塩原駅の南西に位置し、スイセンなど多くの花木を植栽。頂上から那須連山が一望でき、一等三角点も設置。
  - 烏ヶ森公園 - 那須野ヶ原開拓のシンボル的公園。毎年開墾記念祭（式典）を開催。桜、つつじ、あじさいなどの名所。日本庭園、フランス庭園、全国県木園。
  - 乃木公園 - 乃木神社や旧乃木別邸に隣接。静沼。
  - 大山公園 - 大山厳公爵の墓所。モミジ並木。
  - 八汐第一公園 - 塩原温泉街の東側に位置。
  - 八汐第二公園 - 塩原温泉街の東側に位置。
  - 今井公園 - 塩原温泉街の北西側。
  - 戸田水辺公園
  - 那須開墾社第二農場歴史公園

### 橋
- 道路橋
  - 晩翠橋 - 美しいアーチ型が特徴で、黒磯と那須を結ぶ架け橋として愛されている。
  - 新晩翠橋
- 人道橋
  - ふれあい橋 - 黒磯公園と那珂川河畔公園を結ぶ歩道橋
  - もみじ谷大吊橋
  - 回顧の吊橋 - 塩原渓谷歩道の起点となる吊橋
  - 紅の吊橋 - 「塩原もの語り館」の裏手にある箒川にかかる吊橋、秋の紅葉スポット。
  - 山ゆりの吊橋 - 2004年10月、畑下温泉に完成した塩原で最も新しい吊橋。
  - 七ッ岩吊橋 - 七ッ岩の近くにあるため命名。

### 映画館
- フォーラム那須塩原

## 方言
那須塩原で話される方言は、市域、特に西那須野地区が明治時代の開拓地であることから全国各地からの移住者の子孫が多く、さらに工業団地建設に伴う転入者の増加から、いわゆる栃木弁のみならず、雑多な方言が影響し合い共通語との違いが曖昧化した首都圏方言が少なくない。

## メディア
- テレビ

関東広域圏になり、テレビ東京を含む在京キー局のほかローカル局としてとちぎテレビも放送されている。
- インターネット放送

そすいスクエアAQUASに常設のインターネット放送局があり、那須塩原インターネットテレビ「レディオアクアス」が定期的に配信している。
- 新聞

下野新聞那須塩原支局
読売新聞黒磯通信部

## 交通

### 鉄道路線
- 中心となる駅：那須塩原駅

東日本旅客鉄道（JR東日本）
- 東北新幹線
  - 那須塩原駅
- 東北本線（宇都宮線）
  - 西那須野駅 - 那須塩原駅 - 黒磯駅

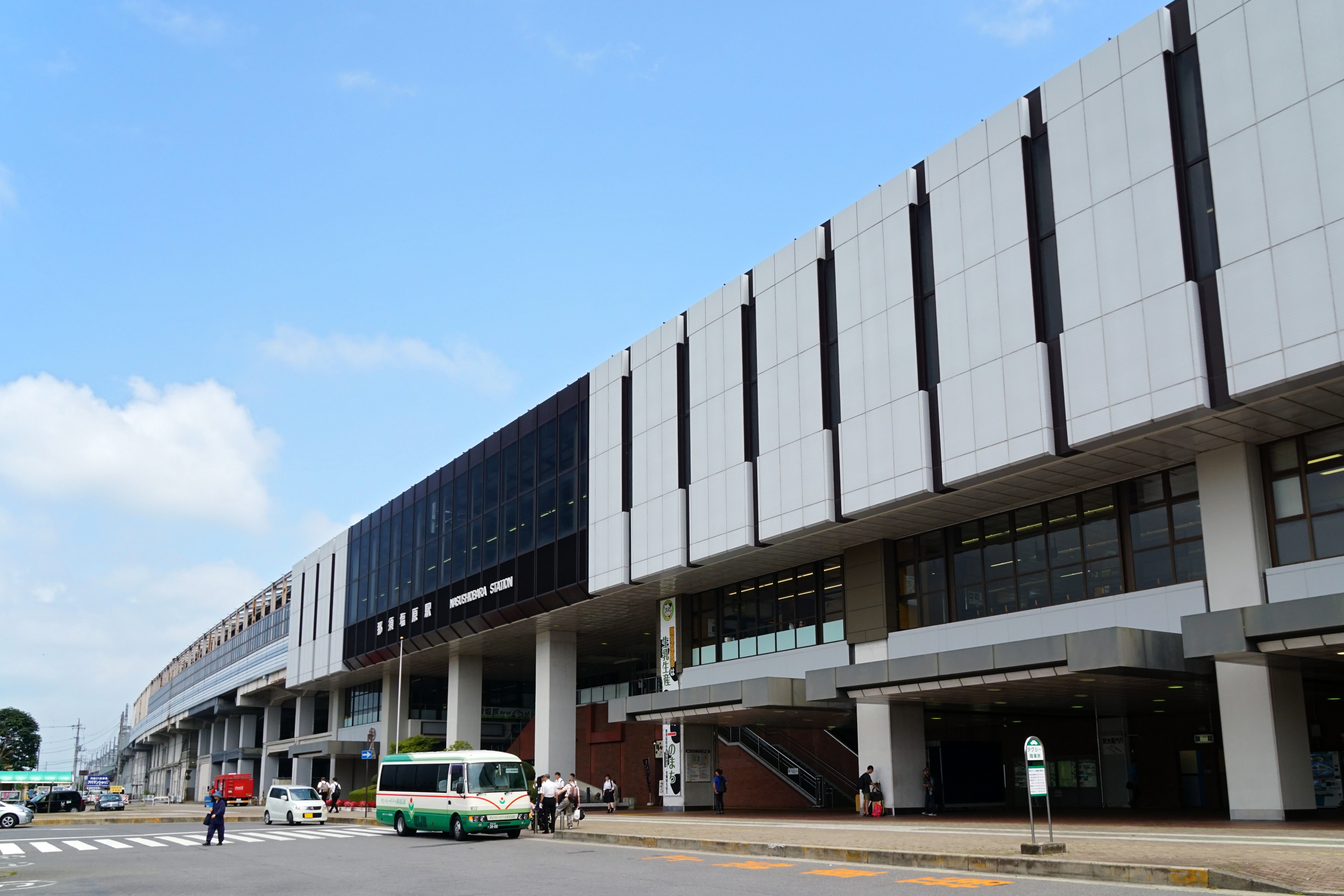
那須塩原駅

- 那須塩原駅は那須御用邸の玄関口のため貴賓室がある。
- 黒磯駅は宇都宮線の終着駅であり、当駅を境に運行系統上別になっている当駅以北の東北本線との乗換駅でもある。東京近郊区間も黒磯駅までとなっており、Suica首都圏エリアの端である。また、黒磯駅にも貴賓室が設置されている。

#### かつて存在した鉄道
- 那須人車軌道（1932年廃止）

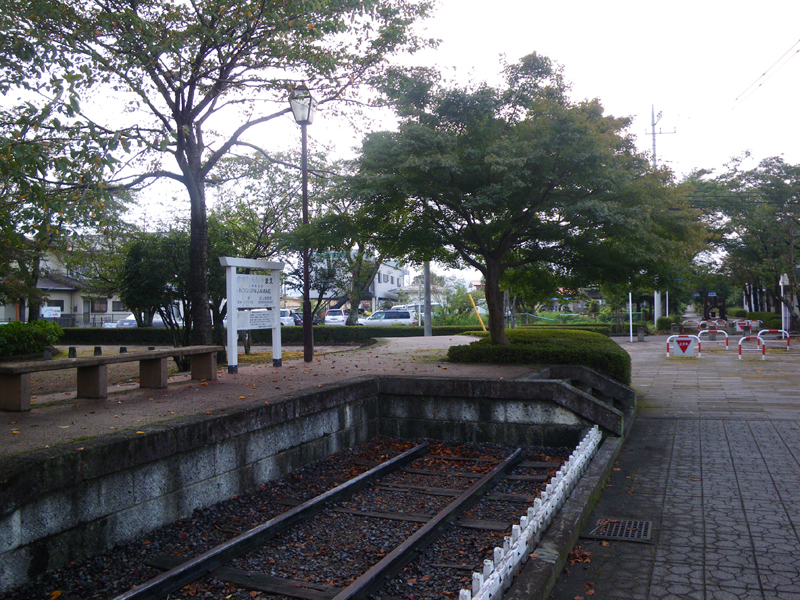
乃木神社前駅

- 塩原電車（1932年休止、1936年廃止）
- 東野鉄道（1969年廃止）

### バス路線
- ゆーバス

- 関東自動車

- JRバス関東

- 大田原市営バス

- 那須町民バス

### 道路
高速道路
- 東北自動車道
  - 西那須野塩原IC
  - 黒磯PA
  - 黒磯板室IC

一般国道
国道4号
国道400号
国道461号

### 自動車ナンバープレート
- 関東運輸局栃木運輸支局管轄区域 - 「那須」（ご当地ナンバー）

## 観光・レジャー

### 名所・旧跡・観光スポット
- 田舎ランド鴫内
- 竜化の滝
- 「天皇の間記念公園」
- 逆杉（さかさすぎ、塩原八幡宮の境内）
- 木の葉化石園
- 源三窟
- 塩原渓谷歩道
- 塩原温泉ビジターセンター
- 塩原温泉華の湯
- 塩原温泉湯っ歩の里
- ゆっくりセンター（塩原保健福祉センター） ※2012年閉鎖
- 和泉屋旅館 - 創業470年。本館のほか別館「文学亭」を有する。
- 清琴楼 - 尾崎紅葉の小説『金色夜叉』が起草された旅館。これにちなみ、本作に登場した旅館の名前「清琴楼」に改名。「紅葉の間」がある。
- 板室温泉（国民保養温泉地）
- 沼原湿原
- 板室自然遊学センター
- 板室健康のゆグリーングリーン
- 深山湖
- 三斗小屋温泉（飛地）
- 松方別邸 - 松方正義（元内閣総理大臣兼大蔵大臣）の別邸
- 旧青木家那須別邸 - 青木周蔵（元外務大臣）の別邸
- 乃木神社
- 道の駅
  - 道の駅明治の森・黒磯 - 旧青木家那須別邸
  - 道の駅湯の香しおばら - 主要施設としてアグリパル塩原
  - 道の駅那須野が原博物館 - 博物館併設

### 温泉
新型コロナウイルス感染症対策として、観光関係者約600人に毎月PCR検査を実施する費用の原資とするため、2020年（令和2年）12月1日から2021年（令和3年）9月30日まで入湯税の引き上げを実施していた。この期間は、引き上げ前の入湯税150円に、宿泊料金1万円以下は50円、1万円を超え2万円以下は100円、2万円を超える場合は200円を加算していた。
- 塩原温泉郷
  - 十一湯
    - 大網温泉
    - 福渡温泉
    - 塩釜温泉
    - 塩の湯温泉
    - 畑下温泉
    - 門前温泉
    - 古町温泉
    - 中塩原温泉
    - 上塩原温泉
    - 新湯
    - 元湯

  - 須巻温泉（廃業）
  - 袖が沢甘湯
  - 亀山温泉
  - 関谷温泉
- 板室温泉
  - 油井温泉
- 三斗小屋温泉
- 黒磯温泉
  - 鴨内温泉
  - 青木温泉
  - 鍋掛温泉
- 西那須野温泉
- 東那須野温泉

### レジャー
- ハンターマウンテン塩原
- マウントジーンズスキーリゾート那須
- 千本松牧場
- 箱の森プレイパーク
- そすいの郷直売センター
- 那須高原ガラス工房館
- 那須高原ハニー牧場

#### ゴルフ場
ゴルフコース
- 那須ハイランドゴルフクラブ
- 塩原カントリークラブ
- ホウライカントリークラブ
- 西那須野カントリークラブ
- ホウライゴルフロッジ
- 青木ゴルフパーク

打ちっ放し練習場
- 戸田ゴルフ練習場
- 高林ゴルフセンター
- 那須72ゴルフセンター
- ヒルトップ俱楽部
- 大田原ゴルフセンター
- ときわゴルフ練習場

### 天然記念物
市指定天然記念物
- 乃木神社
  - 乃木神社の樹林 - シラカシ・ケヤキ・スギ・ツバキ・オオモミジで、推定樹齢が200年近い木も。
  - ノギカワモズク
  - シダレザクラ - 1916年4月の神社創建を記念し、同年11月23日に宇都宮衛戍地衛生准士官下士団より献木。
- 永田町の一本杉 - かつて原っぱの中に杉の木が1本だけあったので、こう名づけられた。
- 妙雲尼塔の大杉 - 妙雲寺境内
- 嶽山箒根神社の大杉 - 嶽山の行者、山本良章が神社の守護樹として四方に植えたものといわれている。
- 越堀の大杉 - 越堀地区にあるの加茂神社境内にある。
- 光徳寺門前の杉並木 - 光徳寺参道の入口から続く約93mの市内唯一の老木の並木。
- 鍋掛のイトヨ - 栃木県に生息している希少な魚の一種。
- 北和田のカヤ - 現在市内に残るカヤの木では最大のもの。
- 寺子のエドヒガン
- 宗源寺のエドヒガン - 樹高約20メートル、目通り周囲約3.3メートル、推定樹齢100～150年。
- 前弥六のツバキ - 1998年10月都市計画整備に伴い、約100m南の墓地より現在地に移植。その2年前、移植準備のため大きく整枝。整枝前は、幹がほぼかくれる程半球状に枝葉が茂っていた。
- 下中野のツバキ - 約500年前の沼野田和の金乗院創建以前からこの地にあったと言い伝えられる。
- 金神神社のツバキ - 推定樹齢200年のこの大木のツバキは御神木であったと思われる。
- 槻沢小学校の大モミジ - 樹齢約100年のイロハモミジ。1979年の小学校移転に際して現在地に移植。
- 大山参道のモミジ並木 - 大山元帥墓所の参道に植えられたモミジの並木。
- 正観寺のシダレザクラ - 正観寺境内の東側山門の近くにある。このシダレザクラは俗称で和名はイトザクラ。
- 大山小学校のキガンピ - 大山小学校の平地林などに自生している。
- 高林小学校のヒイラギ - 1885年の同校新築移転に際し、記念樹として植樹されたうちの1本。
- 高柳の温泉神社のエノキ - 神社の境内に生えていることから御神木ではないかと考えられる。
- 本郷町のケンポナシ - 津久井家旧屋敷跡西方の小高い場所で、江戸時代には鍋掛から那須温泉へ至る「湯街道」と呼ばれた古道に接していた。
- 峯薬師のコウヤマキ
- 塩原の材木岩[22]
- 大黒岩化石層群 - 鹿股沢層の中部に位置し、潮間帯の堆積物と貝殻が海底谷に流れ込んでできたチャネル堆積物。
- 旧青木小学校のエドヒガン - 1904年に青木周蔵が創立した私立青木尋常小学校（現市立青木小学校）が1907年に校舎を移転しており、その敷地内に植樹された。
- 法真寺のエドヒガン - 樹齢は200年以上と推測。

### 祭事・催事
祭事
- 巻狩祭り(10月)
- 西那須野ふれあいまつり(7月)
- 西那須野花市（1月）
- 塩原八幡宮例大祭
- 塩原温泉まつり
- 塩原温泉古式湯まつり
- 板室温泉神社祭礼 板室温泉神社にて10月8日。
- 那須波切不動尊火祭り　金乗院にて6月28日。

催事
- コスコテ in 塩原温泉郷
- ぼたん祭り　塩原温泉・妙雲寺にて3～5月。
- 那須野ふるさと花火大会　隔年8月。
- 黒磯駅前キャンドルナイト　12月。

文化振興
- 那須地区郷土芸能フェスティバル
- 那須地区芸術祭

### 名物・グルメ
- スープ入り焼きそば（塩原）
- とて焼き（塩原）
- 塩原温泉まんじゅう
- 高原大根

## 出身有名人・関連有名人

### 政治・実業
- 渡辺喜美（参議院議員、元衆議院議員）西那須野町出身
- 君島寛（栃木県那須塩原市長）

### 経済
- 君島一郎（朝鮮銀行副総裁）
- 君島五郎（明賀屋、温泉旅館業）

### 学術
- 鈴木典比古 - （経営学者、DBA、国際教養大学学長）
- 提橋昇（地質学者・元県立那須農業高等学校長）
- 君島久子（中国文学者・民族学者、元国立民族学博物館教授）

### 芸術
- 高久靄厓（江戸時代後期の南画家）
- 三木俊治（彫刻家、元東京造形大教授）
- 山手樹一郎（小説家）
- 倉科遼（漫画原作者）
- 高野悦子（『二十歳の原点』）- 西那須野町出身
- 米倉強太（映像作家、元MEN'S NON-NO専属モデル）

### 芸能
- 平山あや（タレント） - 黒磯市出身
- 八塚純子（歌手、元Letit go、元Ciao） - 西那須野町出身
- 歌心りえ（歌手、元Letit go、元Ciao、現Rie&Qoonie（旧名「September」） - 西那須野町出身
- 福田薫（漫才コンビU字工事のメンバー） - 西那須野町出身
- とっこねぇ（お笑い芸人、元時子とのぞみ）
- 川崎鷹也（シンガーソングライター）

### スポーツ
- 小針春芳（プロゴルファー） - 高林村出身
- 渋井陽子（陸上競技選手） - 黒磯市出身
- 八木沢元樹　(陸上競技選手)
- 原博実（日本サッカー協会技術委員長、サッカー解説者） - 黒磯市出身
- 大山峻護（格闘家） - 西那須野町出身
- 山田学（格闘家） - 黒磯市出身
- 太子郎（格闘家） - 西那須野町出身
- 野口大輔（レフェリー） - 黒磯市出身
- 北浦竜次（プロ野球選手） - 黒磯市出身

### 那須塩原市ゆかりの人物
- 皇族
  - 大正天皇 - 皇太子時代に避暑で訪れた塩原温泉を気に入り塩原御用邸を造設、愛用。
  - 昭和天皇 - 塩原御用邸を愛用。
  - 明仁上皇 - 那須御用邸に行幸。
  - 高松宮宣仁親王 - 塩原御用邸を愛用。
  - 三笠宮崇仁親王 - 塩原御用邸を愛用。
- 歴史人物
  - 源有綱 - 源三窟に一時潜伏。
  - 矢板武（那須開墾社社長（第2代）、栃木県議会議員、日本鉄道理事、下野銀行頭取、下野新聞社会長） - 矢板農場経営
  - 印南丈作（那須開墾社社長（初代））
  - 真田幸民（旧松代藩主、伯爵） - 塩原に別荘。
- 政治
  - 大山巌（従一位大勲位功一級公爵、元帥陸軍大将、大警視、陸軍大臣、陸軍参謀総長、文部大臣、内大臣、元老、貴族院議員） - 加治屋開墾場、大山農場を設営。大山小学校の校名の由来。市内に大山別邸（現・大山記念館洋館）及び大山元帥墓所がある。
  - 高崎五六（東京府知事） - 塩原に別荘。
  - 乃木希典（正二位勲一等功一級伯爵、陸軍大将） - 乃木別邸（現・乃木神社）がある。
  - 松方正義（従一位大勲位公爵、元内閣総理大臣兼大蔵大臣） - 千本松農場。
  - 青木周蔵（勲一等子爵、元外務大臣） - 青木地区の地名の由来、青木小学校の校名の由来。
  - 鍋島直大（佐賀藩主、式部長官、侯爵） - 鍋島農場。
  - 戸田氏共（大垣藩主、式部長官、伯爵） - 戸田農場。戸田地区の地名の由来。
  - 毛利元敏（長府藩主、豊浦藩知事、子爵） - 毛利農場
  - 細川潤次郎（貴族院副議長、男爵） - 細川農場
  - 佐野常民（大蔵卿、伯爵） - 佐野農場。佐野地区の地名の由来。
  - 佐々木高行（参議兼工部卿、侯爵） - 佐々木農場
  - 渡辺千秋（宮内大臣、北海道庁長官、伯爵） - 渡辺農場
  - 千坂高雅（石川・岡山県令、貴族院議員） - 千坂農場
  - 三島通庸（内務官僚、栃木県令、警視総監、正三位勲二等子爵） - 肇耕社・三島農場を設立し、那須疏水開削に関わる。三島、西三島、東三島の地名の由来、三島小学校・三島中学校の校名の由来。
  - 西郷従道（海軍大臣、侯爵） - 加治屋開墾場、西郷農場。
  - 三島弥太郎（貴族院議員、第8代日本銀行総裁）
  - 原敬（内閣総理大臣） - 塩原に別荘。
  - 平塚雷鳥（思想家、評論家、作家） - 森田草平と尾頭峠で心中未遂事件を起こす。
  - 渡辺美智雄（元副総理、元外相、元蔵相、元農水相、元通産相、元衆議院議員、元税理士） - 旧西那須野町に地元事務所
- 学術
  - 福沢一太郎（第3代慶應義塾社頭、慶應義塾長、福沢諭吉の長男） - 塩原に別荘。
  - 柳田國男（民俗学者） - 塩原の松屋旅館に滞在し、高等文官試験の受験勉強をした。これは、田山花袋の『梅屋の梅』に描かれた。
- 芸術
  - 刑部人（洋画家） - 1949年以降塩原に何度か滞在、山間渓流などを多数描いた。
  - 高橋由一（画家）- 陸羽街道や塩原新道を題材に近代道路を描いた。
  - 長原孝太郎（東京美術学校教授）
  - 横山大観（日本画家）
  - 竹久夢二（日本画家）
  - So Izumi（彫刻家） - 那須塩原市とイタリア・カッラーラにアトリエを持つ。
  - 和泉美奈子（テキスタイル作家） - 那須塩原市とイタリア・カッラーラにアトリエを持つ。
  - 山元春挙（日本画家） - 画巻《塩原の奥》
  - 川瀬巴水（版画家） - 《塩原温泉道標》、《塩原阿ら湯路》、《塩原乃秋（天狗岩の下》、《塩原畑下乃雨》など。
  - 奈良美智（画家） - 在住[23]。
- 文学
  - 夏目漱石（小説家） - 1912年8月に塩原温泉に6泊7日。
  - 尾崎紅葉（小説家） - 1899年以降塩原温泉にしばしば滞在。熱海市の海岸における足蹴シーンで有名な『金色夜叉』を当市で起草。
  - 徳富蘆花（小説家）
  - 谷崎潤一郎（小説家） - 塩原温泉にしばしば滞在。
  - 与謝野鉄幹（歌人、慶應義塾大学教授、文化学院学監） - 塩原温泉にしばしば滞在。
  - 与謝野晶子（歌人、小説家、思想家） - 明治43年および昭和9年に塩原温泉に滞在。
  - 斎藤茂吉（歌人、精神科医） - 明治41年に塩原温泉に滞在。
  - 田山花袋（小説家） - 明治33年、大正7年など塩原温泉に滞在。
  - 野口雨情（詩人、童謡・民謡作詞家） - 塩原温泉にしばしば滞在。
  - 国木田独歩（詩人、小説家、ジャーナリスト、編集者） - 明治28年に塩原温泉に滞在。
  - 長塚節（小説家、歌人） - 塩原温泉にしばしば滞在。
  - 室生犀星（小説家、詩人） - 大正10年など塩原温泉に滞在。
  - 森田草平（作家・翻訳家） - 夏目漱石の門下生。平塚雷鳥と尾頭峠で心中未遂事件を起こす。
  - 長谷川伸（小説家） - 昭和5年に塩原温泉に滞在。新鷹会を塩原の和泉屋にて開催。
  - 泉漾太郎（作詞家） - 塩原温泉の和泉屋の第14代当主でもある。
- 芸能
  - 高木美保（タレント） - 東京都出身であるが、1998年、那須塩原市に移住した。
  - 織本順吉（俳優、ナレーター） - 神奈川県出身であるが、那須塩原市関谷に移住した。
  - 坂上二郎（お笑い芸人） - 市内に那須お笑い学校を開校。
  - ルー大柴（お笑い芸人）

## 那須塩原市に所縁のある作品

### 文芸
- 金色夜叉 - 尾崎紅葉の小説作品。尾崎は本作を塩原温泉・清琴楼にて起草。シリーズの一『続続金色夜叉』で、「車は馳せ、景は移り、境は転じ、客は改まれど、貫一は易らざる其の悒鬱を抱きて、遣る方無き五時間の独に倦み憊れつゝ、始て西那須野の駅に下車せり。直に西北に向ひて、今尚茫々たる古の那須野原に入れば、天は濶く、地は遐に、唯平蕪の迷ひ、断雲の飛ぶのみにして、三里の坦途、一帯の重巒、塩原は其処ぞと見えて、行くほどに跡は窮らず、漸く千本松を過ぎ、進みて関谷村に到れば、人家の尽る処に淙々の響有りて、これに架かれるを入勝橋と為す。」とあるように、主人公・間貫一は西那須野駅から塩原に向かう。
- 月の囁き - 谷崎潤一郎のレーゼシナリオ

### 那須塩原で撮影が行われた映像作品
- 太閤記 (NHK大河ドラマ) - 1965年放映、塩原でロケ。秀吉役の緒形拳が長期間塩原に滞在
- 金曜エンターテイメント「所轄刑事2」
- オサムの朝
- 劇場版TRICK3 千本松牧場
- 浅見光彦シリーズ 日光殺人事件 松方別邸「万歳閣」
- マイリトルシェフ 松方別邸「万歳閣」
- Wの悲劇(2010) 那須ハイランドゴルフクラブ
- 浅見光彦シリーズ 藍色回廊殺人事件 那須高原 GREEN REST HOUSE
- 愛のうた 疏水パーク、那珂川河畔公園、那珂川
- 名探偵赤冨士鷹 青木周蔵那須別邸
- ラブ・レボリューション 青木周蔵那須別邸
- 暗殺教室～卒業編～ 宇都宮共和大学那須キャンパス
- HARMONY 2019年 なすしおばら映画祭用に制作された短篇映画。旧戸田小学校、三島ホール
- クランクイン塩原ン 2021年 オンライン開催となったなすしおばら映画祭用に制作された短篇映画。主に塩原地区で撮影
- くるみるしゃべる 2021年 なすしおばら映画祭用に制作。主に黒磯地区で撮影
- 川のながれに 2021年 なすしおばら映画祭用に制作された長編映画。主に塩原温泉郷で撮影
- ありがとう、ばあちゃん 2023年 菊池元男のエピソードをもとにした短編映画
- 本を綴る 2024年秋全国公開予定、2023年12月那須塩原市内で先行公開。那須塩原市図書館みるるなどで撮影

### 那須塩原と関係があるアニメ
- ライドライドライド

## 那須塩原市を拠点とする団体
- 一般社団法人日本教育演劇道場　劇団らくりん座 - 幼稚園･保育園、小･中学校などで巡回演劇公演、地域貢献として劇団なすのの指導もしている[24]。
- 劇団なすの - 毎年9月に演目「那須野の大地」のみを上演する市民劇団[25]。